# Чемпионат мира по хоккею с шайбой 2012

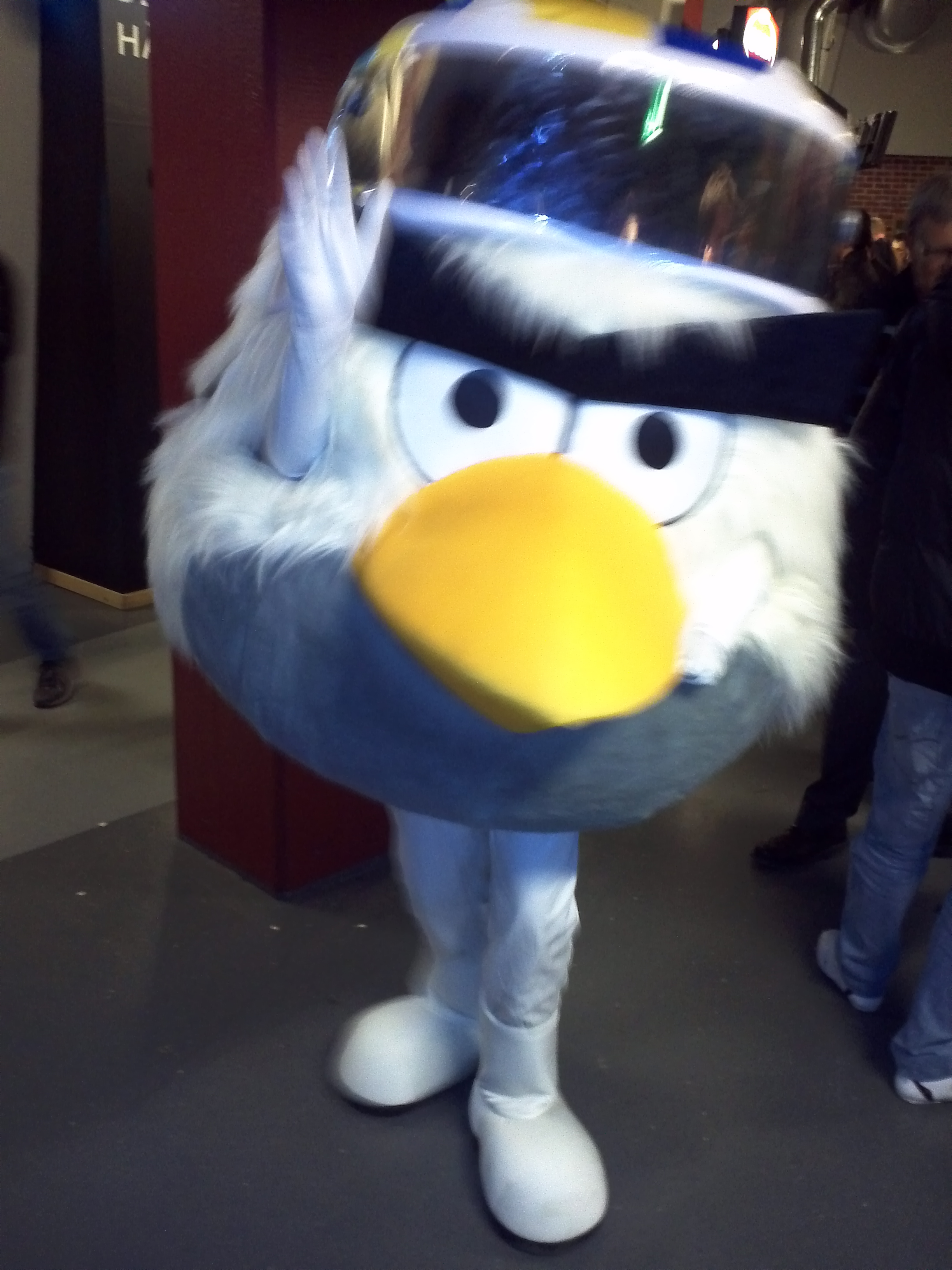
HockeyBird — талисман чемпионата

Чемпионат мира по хоккею 2012 года — 76-й по счёту чемпионат мира под эгидой ИИХФ, проходивший с 4 по 20 мая 2012 года в Хельсинки (Финляндия) и Стокгольме (Швеция). Талисман чемпионата — Hockey Bird, птица, выполненная в стиле персонажей из игры Angry Birds. В качестве официального гимна была выбрана песня финской симфоник-метал-группы Nightwish «Last Ride of the Day».
Победу на турнире одержала сборная России, выигравшая, как в 2008 и 2009 годах, все свои матчи. В финале россияне одержали победу над сборной Словакии со счётом 6:2. При этом словацкая сборная впервые с 2002 года вышла в финал мирового первенства. Бронзовую медаль выиграла сборная Чехии, победившая в борьбе за медаль сборную Финляндии — 3:2.
Самым ценным игроком и лучшим нападающим чемпионата был признан Евгений Малкин, который также стал лучшим бомбардиром, набрав 19 (11+8) очков за результативность. Лучшим защитником турнира стал словак Здено Хара, а лучшим вратарём его соотечественник — Ян Лацо.

## Выбор места проведения
Финляндия, Швеция, Чехия и Венгрия на съезде в Москве в 2007 году подали заявки на проведение чемпионата мира 2012 года. На конгрессе Международной федерации хоккея (ИИХФ) в Берне, где проходил Чемпионат мира по хоккею с шайбой 2009, было объявлено, что Финляндия и Швеция будут совместно принимать чемпионат в 2012 и 2013 годах.
| Страна    | Голоса |
| --------- | ------ |
| Финляндия | 64     |
| Швеция    | 35     |
| Чехия     | 3      |
| Венгрия   | 3      |

## Арены
На предварительном раунде матчи группы H проходили в «Хартвалл Арена», а матчи группы S в «Глобен-Арена». Все решающие матчи плей-офф прошли в «Хартвалл Арена».
| Хартвалл Арена Вместимость: 13 500 | Глобен-Арена Вместимость: 13 850 |
| ---------------------------------- | -------------------------------- |
|                                    |                                  |
| Финляндия — Хельсинки              | Швеция — Стокгольм               |

## Участвующие команды
В чемпионате принимали участие 16 национальных команд — тринадцать из Европы, две из Северной Америки и одна из Азии. Сборные Италии и Казахстана прошли на чемпионат из первого дивизиона, остальные — с первых четырнадцати мест в высшем дивизионе.

| Азия - Казахстан^ Европа - Беларусь* - Чехия* - Дания* - Финляндия+ - Франция* - Германия* - Италия^ | - Латвия* - Норвегия* - Россия* - Словакия* - Швеция+ - Швейцария* Северная Америка - Канада* - США* |  |

Страны, участвующие на чемпионате мира по хоккею с шайбой 2012

* = 14 команд автоматически квалифицировались в высший дивизион по итогам чемпионата мира 2011 года
^ = 2 команды перешли в высший дивизион по итогам первого дивизиона чемпионата мира 2011 года
× = Квалифицировались как хозяева чемпионата 

## Посев
Посев команд по группам осуществляется на основе рейтинга национальных хоккейных сборных, составляемого Международной федерацией хоккея. Команды были поделены следующим образом (в скобках указано место в рейтинге на момент посева):
| Группа H (Хельсинки) | Группа H (Хельсинки) | Группа S (Стокгольм) | Группа S (Стокгольм) |
| -------------------- | -------------------- | -------------------- | -------------------- |
|                      | Финляндия (2)        |                      | Россия (1)           |
|                      | Канада (4)           |                      | Швеция (3)           |
|                      | США (6)              |                      | Чехия (5)            |
|                      | Швейцария (7)        |                      | Германия (8)         |
|                      | Словакия (10)        |                      | Норвегия (9)         |
|                      | Беларусь (11)        |                      | Латвия (12)          |
|                      | Франция (14)         |                      | Дания (13)           |
|                      | Казахстан (15)       |                      | Италия (16)          |

## Судьи
ИИХФ утвердила 16 главных и 16 линейных судей для обслуживания матчей чемпионата мира 2012 года.
| - Мартин Франё - Антонин Йержабек - Ларс Брюггеманн - Георгий Яблуков - Морган Юханссон - Кристер Ларкинг - Вячеслав Буланов - Константин Оленин | - Яри Левонен - Антти Боман - Дэвид Льюис - Стив Патафи - Дэвид Льюис - Владимир Балушка - Данни Курманн - Брент Райбер |

| - Роджер Арм - Петр Блумел - Джимми Дамен - Иван Дедюля - Пьер Деаэн - Франсуа Дюссюро - Джесси Уилмот - Йон Килиан | - Джонатан Моррисон - Маси Пуолакка - Сакари Суоминен - Зирко Шульц - Андре Шрадер - Антон Семёнов - Сергей Шелянин - Мирослав Валач |

## Регламент
Предварительный и Квалификационный этапы Чемпионата мира объединены, а Утешительный этап упразднён. Раньше в Предварительном этапе 16 сборных были разделены на 4 группы по 4 сборные. Теперь команды разделены на 2 группы по 8 сборных, где каждая сборная играет с каждой по матчу. Матчи внутри групп проводятся в Хельсинки (Группа H) и в Стокгольме (Группа S).
Места в группе определяются количеством набранных очков по итогам игр: за чистую победу в игре команда получает 3 очка, за победу в овертайме или по буллитам 2 очка, за поражение в овертайме или по буллитам 1 очко. Если сборные имеют идентичные показатели по общему количеству набранных очков, в расчет будут идти результаты очных противостояний между этими командами. Затем, при необходимости, в расчет может пойти количество заброшенных шайб. В случае, если и по всем вышеперечисленным показателям команды будут иметь одинаковые показатели, выше в турнирной таблице окажутся сборные с более высоким местом в рейтинге посева.
Команды, занимающие 1—4 места в группе, проходят в четвертьфинал, матчи которого также проходят внутри группы. Матчи полуфинала и финала проводятся в Хельсинки. Сборная, финишировавшая последней в своей группе, выбывает в первый дивизион.

## Предварительный раунд
|  | Команды, выходящие в четвертьфинал                                          |
|  | Команды, переходящие в группу A первого дивизиона чемпионата мира 2013 года |

### Группа H
| М | Сборная   | И | В | ВО | ПО | П | ШЗ | ШП | РШ  | О  |
| - | --------- | - | - | -- | -- | - | -- | -- | --- | -- |
| 1 | Канада    | 7 | 6 | 0  | 1  | 0 | 35 | 15 | +20 | 19 |
| 2 | США       | 7 | 4 | 2  | 0  | 1 | 32 | 17 | +15 | 16 |
| 3 | Финляндия | 7 | 5 | 0  | 0  | 2 | 21 | 14 | +7  | 15 |
| 4 | Словакия  | 7 | 5 | 0  | 0  | 2 | 21 | 13 | +8  | 15 |
| 5 | Франция   | 7 | 3 | 0  | 0  | 4 | 21 | 32 | −11 | 9  |
| 6 | Швейцария | 7 | 2 | 0  | 0  | 5 | 16 | 21 | −5  | 6  |
| 7 | Беларусь  | 7 | 1 | 0  | 0  | 6 | 11 | 23 | −12 | 3  |
| 8 | Казахстан | 7 | 0 | 0  | 1  | 6 | 11 | 33 | −22 | 1  |

Время местное (UTC+3).
| 4 мая 2012 12:15 | США | 7 : 2 (1:1, 3:1, 3:0) | Франция | Хартвалл Арена, Хельсинки Зрителей: 8402 |

| Отчёт | Отчёт                              | Отчёт                                                                         | Отчёт                       | Отчёт                                |
| --- | ---------------------------------- | ----------------------------------------------------------------------------- | --------------------------- | ------------------------------------ |
| |                                    |                                                                               |                             |                                      |
| | Джимми Ховард — 00:00-60:00        | Вратари                                                                       | 00:00-60:00 — Кристобаль Юэ | Судьи: Мартин Франё Антонин Йержабек |
| | Голы:                              |                                                                               |                             | Судьи: Мартин Франё Антонин Йержабек |
| Кайл Окпосо — 16:52 (А. Голигоски, Дж. Фолк) Джек Джонсон (бол.) — 23:56 (Р. Лаш, Дж. Фолк) Бобби Райан (бол.) — 29:15 (М. Пачиоретти, П. Штястны) Макс Пачиоретти — 39:38 (П. Штястны, А. Голигоски) Джим Слейтер — 45:38 (К. Палмьери) Кайл Окпосо — 51:00 (К. Фаулер, Дж. Фолк) Джефф Петри — 57:41 (М. Пачиоретти, П. Штястны) | 0:1 :1 2:1 3:1 3:2 4:2 5:2 6:2 7:2 | 12:17 — Николя Беш (Л. Мёнье, Й. Овитю) 33:17 — Пьер-Эдуар Беллемар (С. Трей) |                             | Судьи: Мартин Франё Антонин Йержабек |
| |                                    |                                                                               |                             | Судьи: Мартин Франё Антонин Йержабек |
| |                                    |                                                                               |                             | Судьи: Мартин Франё Антонин Йержабек |
| |                                    |                                                                               |                             | Судьи: Мартин Франё Антонин Йержабек |
| 6 мин | Штраф                              | 12 мин                                                                        |                             | Судьи: Мартин Франё Антонин Йержабек |
| |                                    |                                                                               |                             |                                      |
| | 35                                 | Броски                                                                        | 23                          |                                      |

| 4 мая 2012 16:15 | Канада | 3 : 2 (1:0, 2:1, 0:1) | Словакия | Хартвалл Арена, Хельсинки Зрителей: 6400 |

| Отчёт | Отчёт                  | Отчёт                                                                         | Отчёт                        | Отчёт                                  |
| --- | ---------------------- | ----------------------------------------------------------------------------- | ---------------------------- | -------------------------------------- |
| |                        |                                                                               |                              |                                        |
| | Кэм Уорд — 00:00-60:00 | Вратари                                                                       | 00:00-59:00 — Петер Гамерлик | Судьи: Ларс Брюггеманн Георгий Яблуков |
| | Голы:                  |                                                                               |                              | Судьи: Ларс Брюггеманн Георгий Яблуков |
| Джейми Бенн — 14:21 (Р. Гецлаф, Д. Кит) Джордан Эберле — 32:30 (Э. Кейн) Эндрю Лэдд — 35:21 (Р. О’Райли, Т. Пёрселл) | 1:0 1:1 2:1 3:1 3:2    | 21:58 — Томаш Татар (Ю. Микуш) 42:59 — Милан Бартович (М. Ближняк, М. Гашчак) |                              | Судьи: Ларс Брюггеманн Георгий Яблуков |
| |                        |                                                                               |                              | Судьи: Ларс Брюггеманн Георгий Яблуков |
| |                        |                                                                               |                              | Судьи: Ларс Брюггеманн Георгий Яблуков |
| |                        |                                                                               |                              | Судьи: Ларс Брюггеманн Георгий Яблуков |
| 2 мин | Штраф                  | 4 мин                                                                         |                              | Судьи: Ларс Брюггеманн Георгий Яблуков |
| |                        |                                                                               |                              |                                        |
| | 30                     | Броски                                                                        | 22                           |                                        |

| 4 мая 2012 20:15 | Беларусь | 0 : 1 (0:1, 0:0, 0:0) | Финляндия | Хартвалл Арена, Хельсинки Зрителей: 12 354 |

| Отчёт  | Отчёт                                                | Отчёт                                        | Отчёт                       | Отчёт                                  |
| ------ | ---------------------------------------------------- | -------------------------------------------- | --------------------------- | -------------------------------------- |
|        |                                                      |                                              |                             |                                        |
|        | Виталий Коваль — 00:00-59:30 59:36-59:52 59:58-60:00 | Вратари                                      | 00:00-60:00 — Кари Лехтонен | Судьи: Морган Юханссон Кристер Ларкинг |
|        | Голы:                                                |                                              |                             | Судьи: Морган Юханссон Кристер Ларкинг |
|        | 0:1                                                  | 19:18 — Янне Нискала (М. Койву, М. Гранлунд) |                             | Судьи: Морган Юханссон Кристер Ларкинг |
|        |                                                      |                                              |                             | Судьи: Морган Юханссон Кристер Ларкинг |
|        |                                                      |                                              |                             | Судьи: Морган Юханссон Кристер Ларкинг |
|        |                                                      |                                              |                             | Судьи: Морган Юханссон Кристер Ларкинг |
| 14 мин | Штраф                                                | 8 мин                                        |                             | Судьи: Морган Юханссон Кристер Ларкинг |
|        |                                                      |                                              |                             |                                        |
|        | 21                                                   | Броски                                       | 38                          |                                        |

| 5 мая 2012 15:00 | Швейцария | 5 : 1 (2:0, 3:1, 0:0) | Казахстан | Хартвалл Арена, Хельсинки Зрителей: 7221 |

| Отчёт | Отчёт                    | Отчёт                                 | Отчёт                                                       | Отчёт                                  |
| --- | ------------------------ | ------------------------------------- | ----------------------------------------------------------- | -------------------------------------- |
| |                          |                                       |                                                             |                                        |
| | Рето Берра — 00:00-60:00 | Вратари                               | 00:00-40:00 — Виталий Колесник 40:00-60:00 — Алексей Иванов | Судьи: Ларс Брюггеманн Морган Юханссон |
| | Голы:                    |                                       |                                                             | Судьи: Ларс Брюггеманн Морган Юханссон |
| Иво Рютеман — 09:48 (Д. Холленштайн) Марк Штрайт (бол.) — 11:04 (Р. Вик, З. Блинденбахер) Марк Штрайт (бол.) — 24:04 (З. Блинденбахер) Иво Рютеман (бол.) — 32:08 (Д. Холленштайн, М. Штрайт) Фелисьен Дюбуа — 36:53 (И. Рютеман, М. Бибер) | 1:0 2:0 2:1 3:1 4:1 5:1  | 21:36 — Роман Савченко (Р. Старченко) |                                                             | Судьи: Ларс Брюггеманн Морган Юханссон |
| |                          |                                       |                                                             | Судьи: Ларс Брюггеманн Морган Юханссон |
| |                          |                                       |                                                             | Судьи: Ларс Брюггеманн Морган Юханссон |
| |                          |                                       |                                                             | Судьи: Ларс Брюггеманн Морган Юханссон |
| 8 мин | Штраф                    | 14 мин                                |                                                             | Судьи: Ларс Брюггеманн Морган Юханссон |
| |                          |                                       |                                                             |                                        |
| | 48                       | Броски                                | 20                                                          |                                        |

| 5 мая 2012 19:00 | Канада | 4 : 5 (OT) (1:1, 1:1, 2:2, 0:1) | США | Хартвалл Арена, Хельсинки Зрителей: 6842 |

| Отчёт | Отчёт                            | Отчёт | Отчёт                       | Отчёт                                     |
| --- | -------------------------------- | --- | --------------------------- | ----------------------------------------- |
| |                                  | |                             |                                           |
| | Кэм Уорд — 00:00-61:47           | Вратари | 00:00-61:47 — Джимми Ховард | Судьи: Вячеслав Буланов Константин Оленин |
| | Голы:                            | |                             | Судьи: Вячеслав Буланов Константин Оленин |
| Джон Таварес — 06:38 (Д. Кит) Джефф Скиннер — 27:34 (Дж. Таварес, Дж. Боумистер) Эвандер Кейн — 49:51 Данкан Кит — 58:21 | 0:1 :1 2:1 2:2 2:3 :3 3:4 :4 4:5 | 01:10 — Джим Слейтер (Р. Лаш) 33:54 — Джек Джонсон (бол.) (М. Пачиоретти, Б. Райан) 46:43 — Патрик Дуайер (мен.) 56:19 — Нэйт Томпсон (Дж. Крабб, П. Дуайер) 61:47 — Джек Джонсон (бол.) |                             | Судьи: Вячеслав Буланов Константин Оленин |
| |                                  | |                             | Судьи: Вячеслав Буланов Константин Оленин |
| |                                  | |                             | Судьи: Вячеслав Буланов Константин Оленин |
| |                                  | |                             | Судьи: Вячеслав Буланов Константин Оленин |
| 8 мин | Штраф                            | 6 мин |                             | Судьи: Вячеслав Буланов Константин Оленин |
| |                                  | |                             |                                           |
| | 34                               | Броски | 46                          |                                           |

| 6 мая 2012 12:15 | Франция | 6 : 3 (3:1, 1:1, 2:1) | Казахстан | Хартвалл Арена, Хельсинки Зрителей: 8673 |

| Отчёт | Отчёт                               | Отчёт | Отчёт                                                      | Отчёт                               |
| --- | ----------------------------------- | --- | ---------------------------------------------------------- | ----------------------------------- |
| |                                     | |                                                            |                                     |
| | Кристобаль Юэ — 00:00-60:00         | Вратари | 00:00-14:53 — Алексей Иванов 14:53-60:00 — Виталий Еремеев | Судьи: Мартин Франё Кристер Ларкинг |
| | Голы:                               | |                                                            | Судьи: Мартин Франё Кристер Ларкинг |
| Кевин Экфёй (бол.) — 08:59 (Л. Мёнье, Ж. Дерозье) Николя Беш — 11:27 (Л. Мёнье) Саша Трей (бол.) — 14:53 (С. да Коста, П.-Э. Белльмар) Жюльен Дерозье — 27:49 (Й. Трей, Л. Мёнье) Пьер-Эдуар Белльмар — 51:02 (А. Гуттиг, С. да Коста) Кевин Экфёй (бол.) — 56:14 (Ж. Дерозье, Й. Овитю) | 1:0 2:0 3:0 3:1 4:1 4:2 4:3 5:3 6:3 | 17:13 — Вадим Краснослободцев (бол.) (Д. Дударев, Р. Старченко) 33:16 — Фёдор Полищук (бол.) (А. Трощинский, Р. Савченко) 40:42 — Талгат Жайлауов (Д. Дударев, В. Новопашин) |                                                            | Судьи: Мартин Франё Кристер Ларкинг |
| |                                     | |                                                            | Судьи: Мартин Франё Кристер Ларкинг |
| |                                     | |                                                            | Судьи: Мартин Франё Кристер Ларкинг |
| |                                     | |                                                            | Судьи: Мартин Франё Кристер Ларкинг |
| 39 мин | Штраф                               | 24 мин |                                                            | Судьи: Мартин Франё Кристер Ларкинг |
| |                                     | |                                                            |                                     |
| | 41                                  | Броски | 23                                                         |                                     |

| 6 мая 2012 16:15 | Финляндия | 1 : 0 (1:0, 0:0, 0:0) | Словакия | Хартвалл Арена, Хельсинки Зрителей: 12 855 |

| Отчёт                                          | Отчёт                       | Отчёт   | Отчёт                 | Отчёт                                     |
| ---------------------------------------------- | --------------------------- | ------- | --------------------- | ----------------------------------------- |
|                                                |                             |         |                       |                                           |
|                                                | Петри Веханен — 00:00-60:00 | Вратари | 00:00-59:27 — Ян Лацо | Судьи: Вячеслав Буланов Константин Оленин |
|                                                | Голы:                       |         |                       | Судьи: Вячеслав Буланов Константин Оленин |
| Янне Песонен — 07:32 (М. Гранлунд, Я. Иммонен) | 1:0                         |         |                       | Судьи: Вячеслав Буланов Константин Оленин |
|                                                |                             |         |                       | Судьи: Вячеслав Буланов Константин Оленин |
|                                                |                             |         |                       | Судьи: Вячеслав Буланов Константин Оленин |
|                                                |                             |         |                       | Судьи: Вячеслав Буланов Константин Оленин |
| 4 мин                                          | Штраф                       | 10 мин  |                       | Судьи: Вячеслав Буланов Константин Оленин |
|                                                |                             |         |                       |                                           |
|                                                | 22                          | Броски  | 26                    |                                           |

| 6 мая 2012 20:15 | Швейцария | 3 : 2 (2:1, 0:1, 1:0) | Беларусь | Хартвалл Арена, Хельсинки Зрителей: 5249 |

| Отчёт | Отчёт                       | Отчёт                                                                                                 | Отчёт                        | Отчёт                                   |
| --- | --------------------------- | --- | ---------------------------- | --------------------------------------- |
| |                             | |                              |                                         |
| | Тобиас Штефан — 00:00-60:00 | Вратари                                                                                               | 00:00-59:02 — Виталий Коваль | Судьи: Георгий Яблуков Антонин Йержабек |
| | Голы:                       | |                              | Судьи: Георгий Яблуков Антонин Йержабек |
| Симон Мозер — 06:55 (Ф. Дюбуа) Симон Мозер — 11:57 (К. Роми, Д. Бруннер) Кевин Роми — 47:48 (Д. Бруннер) | 1:0 1:1 2:1 2:2 3:2         | 10:26 — Алексей Угаров (А. Степанов, В. Денисов) 21:34 — Константин Кольцов (Д. Коробов, А. Калюжный) |                              | Судьи: Георгий Яблуков Антонин Йержабек |
| |                             | |                              | Судьи: Георгий Яблуков Антонин Йержабек |
| |                             | |                              | Судьи: Георгий Яблуков Антонин Йержабек |
| |                             | |                              | Судьи: Георгий Яблуков Антонин Йержабек |
| 6 мин | Штраф                       | 6 мин                                                                                                 |                              | Судьи: Георгий Яблуков Антонин Йержабек |
| |                             | |                              |                                         |
| | 35                          | Броски                                                                                                | 21                           |                                         |

| 7 мая 2012 16:15 | Франция | 2 : 7 (1:4, 1:1, 0:2) | Канада | Хартвалл Арена, Хельсинки Зрителей: 3415 |

| Отчёт                                                       | Отчёт                               | Отчёт | Отчёт                      | Отчёт                                  |
| ----------------------------------------------------------- | ----------------------------------- | --- | -------------------------- | -------------------------------------- |
|                                                             |                                     | |                            |                                        |
|                                                             | Фабрис Ленри — 00:00-60:00          | Вратари | 00:00-60:00 — Деван Дубник | Судьи: Ларс Брюггеманн Георгий Яблуков |
|                                                             | Голы:                               | |                            | Судьи: Ларс Брюггеманн Георгий Яблуков |
| Бриан Хендерсон — 19:22 Александр Руло — 33:49 (А. Руссель) | 0:1 0:2 0:3 0:4 1:4 1:5 2:5 2:6 2:7 | 01:59 — Райан Нюджент-Хопкинс (П. Шарп, Дж. Бенн) 09:56 — Патрик Шарп (бол.) (Дж. Таварес, Р. Нюджент-Хопкинс) 13:54 — Джейми Бенн (П. Шарп, Л. Шенн) 17:21 — Джейми Бенн (К. Перри) 33:19 — Джордан Эберле (бол.) (П. Шарп, Д. Кит) 49:56 — Райан Нюджент-Хопкинс (П. Шарп, М. Мето) 52:19 — Кори Перри (Р. Гецлаф, Э. Кейн) |                            | Судьи: Ларс Брюггеманн Георгий Яблуков |
|                                                             |                                     | |                            | Судьи: Ларс Брюггеманн Георгий Яблуков |
|                                                             |                                     | |                            | Судьи: Ларс Брюггеманн Георгий Яблуков |
|                                                             |                                     | |                            | Судьи: Ларс Брюггеманн Георгий Яблуков |
| 6 мин                                                       | Штраф                               | 4 мин |                            | Судьи: Ларс Брюггеманн Георгий Яблуков |
|                                                             |                                     | |                            |                                        |
|                                                             | 21                                  | Броски | 37                         |                                        |

| 7 мая 2012 20:15 | США | 2 : 4 (1:3, 1:0, 0:1) | Словакия | Хартвалл Арена, Хельсинки Зрителей: 3948 |

| Отчёт                                                                                               | Отчёт                                   | Отчёт | Отчёт                 | Отчёт                                  |
| --------------------------------------------------------------------------------------------------- | --------------------------------------- | --- | --------------------- | -------------------------------------- |
| |                                         | |                       |                                        |
| | Джимми Ховард — 00:00-58:55 59:23-60:00 | Вратари | 00:00-60:00 — Ян Лацо | Судьи: Морган Юханссон Кристер Ларкинг |
| | Голы:                                   | |                       | Судьи: Морган Юханссон Кристер Ларкинг |
| Джастин Фолк — 15:41 (К. Окпосо, Дж. Слейтер) Пол Штястны (бол.) — 38:47 (М. Пачиоретти, К. Фаулер) | 0:1 0:2 1:2 1:3 2:3 2:4                 | 00:47 — Доминик Граняк (Л. Гудачек) 15:04 — Бранко Радивоевич (Т. Копецки, М. Гандзуш) 19:54 — Андрей Секера (М. Ближняк) 59:23 — Мирослав Шатан (п.в.) |                       | Судьи: Морган Юханссон Кристер Ларкинг |
| |                                         | |                       | Судьи: Морган Юханссон Кристер Ларкинг |
| |                                         | |                       | Судьи: Морган Юханссон Кристер Ларкинг |
| |                                         | |                       | Судьи: Морган Юханссон Кристер Ларкинг |
| 6 мин                                                                                               | Штраф                                   | 6 мин |                       | Судьи: Морган Юханссон Кристер Ларкинг |
| |                                         | |                       |                                        |
| | 20                                      | Броски | 32                    |                                        |

| 8 мая 2012 16:15 | Беларусь | 3 : 2 (0:1, 3:1, 0:0) | Казахстан | Хартвалл Арена, Хельсинки Зрителей: 3221 |

| Отчёт | Отчёт                      | Отчёт                                                                                       | Отчёт                         | Отчёт                           |
| --- | -------------------------- | ------------------------------------------------------------------------------------------- | ----------------------------- | ------------------------------- |
| |                            |                                                                                             |                               |                                 |
| | Андрей Мезин — 00:00-60:00 | Вратари                                                                                     | 00:00-58:48 — Виталий Еремеев | Судьи: Мартин Франё Яри Левонен |
| | Голы:                      |                                                                                             |                               | Судьи: Мартин Франё Яри Левонен |
| Константин Кольцов (мен.) — 28:48 Михаил Грабовский — 33:37 (Р. Граборенко) Евгений Ковыршин — 33:52 (О. Горошко) | 0:1 0:2 1:2 2:2 3:2        | 02:32 — Вадим Краснослободцев (мен.) 27:42 — Вадим Краснослободцев (Д. Дударев, В. Еремеев) |                               | Судьи: Мартин Франё Яри Левонен |
| |                            |                                                                                             |                               | Судьи: Мартин Франё Яри Левонен |
| |                            |                                                                                             |                               | Судьи: Мартин Франё Яри Левонен |
| |                            |                                                                                             |                               | Судьи: Мартин Франё Яри Левонен |
| 12 мин | Штраф                      | 6 мин                                                                                       |                               | Судьи: Мартин Франё Яри Левонен |
| |                            |                                                                                             |                               |                                 |
| | 32                         | Броски                                                                                      | 30                            |                                 |

| 8 мая 2012 20:15 | Финляндия | 5 : 2 (1:0, 2:2, 2:0) | Швейцария | Хартвалл Арена, Хельсинки Зрителей: 12 448 |

| Отчёт | Отчёт                       | Отчёт                                                                 | Отчёт                    | Отчёт                               |
| --- | --------------------------- | --------------------------------------------------------------------- | ------------------------ | ----------------------------------- |
| |                             |                                                                       |                          |                                     |
| | Кари Лехтонен — 00:00-60:00 | Вратари                                                               | 00:00-60:00 — Рето Берра | Судьи: Антонин Йержабек Дэвид Льюис |
| | Голы:                       |                                                                       |                          | Судьи: Антонин Йержабек Дэвид Льюис |
| Яркко Иммонен (бол.) — 06:30 (Я. Нискала, А. Салмела) Леонид Комаров — 26:05 (Й. Ярвинен, Й. Йоэнсуу) Яркко Иммонен — 36:45 (Я. Песонен, М. Гранлунд) Валттери Филппула (бол.) — 49:46 (Ю. Йокинен, Ю. Хиетанен) Валттери Филппула — 51:56 (О. Вяанянен, Ю. Йокинен) | 1:0 1:1 2:1 3:1 3:2 4:2 5:2 | 25:44 — Андрес Амбюль (Л. Сбиса) 37:44 — Роман Вик (бол.) (М. Штрайт) |                          | Судьи: Антонин Йержабек Дэвид Льюис |
| |                             |                                                                       |                          | Судьи: Антонин Йержабек Дэвид Льюис |
| |                             |                                                                       |                          | Судьи: Антонин Йержабек Дэвид Льюис |
| |                             |                                                                       |                          | Судьи: Антонин Йержабек Дэвид Льюис |
| 18 мин | Штраф                       | 10 мин                                                                |                          | Судьи: Антонин Йержабек Дэвид Льюис |
| |                             |                                                                       |                          |                                     |
| | 26                          | Броски                                                                | 28                       |                                     |

| 9 мая 2012 16:15 | Словакия | 4 : 2 (1:1, 1:1, 2:0) | Казахстан | Хартвалл Арена, Хельсинки Зрителей: 3706 |

| Отчёт | Отчёт                   | Отчёт                                                                                                  | Отчёт                         | Отчёт                                   |
| --- | ----------------------- | --- | ----------------------------- | --------------------------------------- |
| |                         | |                               |                                         |
| | Ян Лацо — 00:00-60:00   | Вратари                                                                                                | 00:00-60:00 — Виталий Еремеев | Судьи: Георгий Яблуков Антонин Йержабек |
| | Голы:                   | |                               | Судьи: Георгий Яблуков Антонин Йержабек |
| Доминик Граняк — 01:08 (М. Шатан, Л. Гудачек) Либор Гудачек (бол.) — 37:49 (Д. Граняк, З. Хара) Томаш Копецки — 48:18 (И. Баранка, А. Секера) Томаш Копецки (бол.) — 59:47 (М. Гандзуш, Б. Радивоевич) | 1:0 1:1 2:1 2:2 3:2 4:2 | 11:18 — Евгений Рымарев (В. Новопашин, Д. Шемелин) 43:15 — Константин Пушкарёв (Т. Жайлауов, Д. Уппер) |                               | Судьи: Георгий Яблуков Антонин Йержабек |
| |                         | |                               | Судьи: Георгий Яблуков Антонин Йержабек |
| |                         | |                               | Судьи: Георгий Яблуков Антонин Йержабек |
| |                         | |                               | Судьи: Георгий Яблуков Антонин Йержабек |
| 4 мин | Штраф                   | 8 мин                                                                                                  |                               | Судьи: Георгий Яблуков Антонин Йержабек |
| |                         | |                               |                                         |
| | 33                      | Броски                                                                                                 | 22                            |                                         |

| 9 мая 2012 20:15 | Канада | 3 : 2 (0:1, 1:0, 2:1) | Швейцария | Хартвалл Арена, Хельсинки Зрителей: 4829 |

| Отчёт | Отчёт                  | Отчёт                                                                                         | Отчёт                       | Отчёт                           |
| --- | ---------------------- | --------------------------------------------------------------------------------------------- | --------------------------- | ------------------------------- |
| |                        |                                                                                               |                             |                                 |
| | Кэм Уорд — 00:00-60:00 | Вратари                                                                                       | 00:00-59:14 — Тобиас Штефан | Судьи: Мартин Франё Яри Левонен |
| | Голы:                  |                                                                                               |                             | Судьи: Мартин Франё Яри Левонен |
| Джон Таварес — 20:35 (Дж. Эберле, Дж. Скиннер) Джордан Эберле — 40:41 (Дж. Таварес) Райан Гецлаф — 48:02 (К. Уорд) | 0:1 :1 2:1 2:2 3:2     | 01:40 — Дамьен Бруннер (Г. Безина, К. Роми) 43:49 — Горан Безина (бол.) (К. Роми, Д. Бруннер) |                             | Судьи: Мартин Франё Яри Левонен |
| |                        |                                                                                               |                             | Судьи: Мартин Франё Яри Левонен |
| |                        |                                                                                               |                             | Судьи: Мартин Франё Яри Левонен |
| |                        |                                                                                               |                             | Судьи: Мартин Франё Яри Левонен |
| 6 мин | Штраф                  | 8 мин                                                                                         |                             | Судьи: Мартин Франё Яри Левонен |
| |                        |                                                                                               |                             |                                 |
| | 30                     | Броски                                                                                        | 30                          |                                 |

| 10 мая 2012 16:15 | США | 5 : 3 (2:1, 1:1, 2:1) | Беларусь | Хартвалл Арена, Хельсинки Зрителей: 7441 |

| Отчёт | Отчёт                           | Отчёт | Отчёт                                                   | Отчёт                              |
| --- | ------------------------------- | --- | ------------------------------------------------------- | ---------------------------------- |
| |                                 | |                                                         |                                    |
| | Джимми Ховард — 00:00-60:00     | Вратари | 00:00-09:50 — Андрей Мезин 09:50-60:00 — Виталий Коваль | Судьи: Георгий Яблуков Дэвид Льюис |
| | Голы:                           | |                                                         | Судьи: Георгий Яблуков Дэвид Льюис |
| Джастин Абделькадер — 01:39 (Дж. Браун, Дж. Петри) Кэм Аткинсон — 06:31 (Дж. Абделькадер) Нэйт Томпсон — 38:21 (П. Дуайер, Дж. Крабб) Бобби Райан — 52:10 (М. Пачиоретти, П. Штястны) Пол Штястны — 55:34 (М. Пачиоретти, Дж. Джонсон) | 1:0 2:0 2:1 2:2 3:2 4:2 5:2 5:3 | 16:15 — Алексей Калюжный (Д. Коробов, М. Грабовский) 22:50 — Алексей Угаров (бол.) (М. Грабовский, Е. Ковыршин) 59:50 — Евгений Ковыршин (бол.) (М. Грабовский, А. Калюжный) |                                                         | Судьи: Георгий Яблуков Дэвид Льюис |
| |                                 | |                                                         | Судьи: Георгий Яблуков Дэвид Льюис |
| |                                 | |                                                         | Судьи: Георгий Яблуков Дэвид Льюис |
| |                                 | |                                                         | Судьи: Георгий Яблуков Дэвид Льюис |
| 22 мин | Штраф                           | 16 мин |                                                         | Судьи: Георгий Яблуков Дэвид Льюис |
| |                                 | |                                                         |                                    |
| | 36                              | Броски | 26                                                      |                                    |

| 10 мая 2012 20:15 | Франция | 1 : 7 (0:1, 0:4, 1:2) | Финляндия | Хартвалл Арена, Хельсинки Зрителей: 12 957 |

| Отчёт                                                   | Отчёт                           | Отчёт | Отчёт                       | Отчёт                           |
| ------------------------------------------------------- | ------------------------------- | --- | --------------------------- | ------------------------------- |
|                                                         |                                 | |                             |                                 |
|                                                         | Фабрис Ленри — 00:00-60:00      | Вратари | 00:00-60:00 — Петри Веханен | Судьи: Стив Патафи Брент Райбер |
|                                                         | Голы:                           | |                             | Судьи: Стив Патафи Брент Райбер |
| Антони Гуттиг (бол.) — 43:34 (С. да Коста, Т. да Коста) | 0:1 0:2 0:3 0:4 0:5 1:5 1:6 1:7 | 10:12 — Яркко Иммонен (бол.) (Я. Песонен, М. Гранлунд) 30:00 — Микко Койву (Ю. Хиетанен, В. Филппула) 33:49 — Юсси Йокинен (бол.) (М. Мяенпяя, М. Койву) 37:12 — Янне Нискала (Й. Йоэнсуу, В. Филппула) 38:08 — Нико Капанен (Я. Туппурайнен, Т. Киискинен) 44:01 — Юсси Йокинен (бол.) (М. Койву, В. Филппула) 50:00 — Юусо Хиетанен (бол.) (М. Мяенпяя, М. Койву) |                             | Судьи: Стив Патафи Брент Райбер |
|                                                         |                                 | |                             | Судьи: Стив Патафи Брент Райбер |
|                                                         |                                 | |                             | Судьи: Стив Патафи Брент Райбер |
|                                                         |                                 | |                             | Судьи: Стив Патафи Брент Райбер |
| 14 мин                                                  | Штраф                           | 12 мин |                             | Судьи: Стив Патафи Брент Райбер |
|                                                         |                                 | |                             |                                 |
|                                                         | 18                              | Броски | 37                          |                                 |

| 11 мая 2012 16:15 | Казахстан | 2 : 3 (OT) (0:0, 1:1, 1:1, 0:1) | США | Хартвалл Арена, Хельсинки Зрителей: 9856 |

| Отчёт | Отчёт                          | Отчёт | Отчёт                       | Отчёт                          |
| --- | ------------------------------ | --- | --------------------------- | ------------------------------ |
| |                                | |                             |                                |
| | Виталий Колесник — 00:00-64:38 | Вратари | 00:00-64:38 — Ричард Бахман | Судьи: Яри Левонен Дэвид Льюис |
| | Голы:                          | |                             | Судьи: Яри Левонен Дэвид Льюис |
| Константин Пушкарёв (бол.) — 38:17 (Т. Жайлауов, Д. Уппер) Талгат Жайлауов — 55:54 (К. Пушкарёв, В. Новопашин) | 0:1 :1 1:2 :2 2:3              | 34:12 — Джей Ти Браун (Дж. Абделькадер) 44:58 — Джастин Фолк (А. Голигоски) 64:38 — Джастин Фолк (М. Пачиоретти, П. Штястны) |                             | Судьи: Яри Левонен Дэвид Льюис |
| |                                | |                             | Судьи: Яри Левонен Дэвид Льюис |
| |                                | |                             | Судьи: Яри Левонен Дэвид Льюис |
| |                                | |                             | Судьи: Яри Левонен Дэвид Льюис |
| 2 мин | Штраф                          | 4 мин |                             | Судьи: Яри Левонен Дэвид Льюис |
| |                                | |                             |                                |
| | 19                             | Броски | 50                          |                                |

| 11 мая 2012 20:15 | Финляндия | 3 : 5 (2:0, 1:3, 0:2) | Канада | Хартвалл Арена, Хельсинки Зрителей: 13 059 |

| Отчёт | Отчёт                                   | Отчёт | Отчёт                  | Отчёт                               |
| --- | --------------------------------------- | --- | ---------------------- | ----------------------------------- |
| |                                         | |                        |                                     |
| | Кари Лехтонен — 00:00-59:09 59:36-60:00 | Вратари | 00:00-60:00 — Кэм Уорд | Судьи: Мартин Франё Кристер Ларкинг |
| | Голы:                                   | |                        | Судьи: Мартин Франё Кристер Ларкинг |
| Антти Пильстрём — 05:53 (Н. Капанен) Микко Койву (бол.) — 10:31 (Ю. Йокинен) Юсси Йокинен (бол.) — 27:36 (А. Салмела) | 1:0 2:0 2:1 3:1 3:2 3:3 3:4 3:5         | 25:34 — Александр Барроуз (Р. О’Райли, М. Мето) 34:31 — Джон Таварес (Дж. Скиннер, К. Расселл) 38:18 — Джефф Скиннер (Р. Нюджент-Хопкинс, Д. Кит) 46:04 — Эвандер Кейн (К. Перри) 59:36 — Джордан Эберле (п.в.) (Дж. Таварес, Д. Кит) |                        | Судьи: Мартин Франё Кристер Ларкинг |
| |                                         | |                        | Судьи: Мартин Франё Кристер Ларкинг |
| |                                         | |                        | Судьи: Мартин Франё Кристер Ларкинг |
| |                                         | |                        | Судьи: Мартин Франё Кристер Ларкинг |
| 4 мин | Штраф                                   | 12 мин |                        | Судьи: Мартин Франё Кристер Ларкинг |
| |                                         | |                        |                                     |
| | 38                                      | Броски | 26                     |                                     |

| 12 мая 2012 12:15 | Словакия | 5 : 1 (1:0, 4:1, 0:0) | Беларусь | Хартвалл Арена, Хельсинки Зрителей: 9032 |

| Отчёт | Отчёт                   | Отчёт                                                      | Отчёт                        | Отчёт                           |
| --- | ----------------------- | ---------------------------------------------------------- | ---------------------------- | ------------------------------- |
| |                         |                                                            |                              |                                 |
| | Ян Лацо — 00:00-60:00   | Вратари                                                    | 00:00-60:00 — Виталий Коваль | Судьи: Яри Левонен Брент Райбер |
| | Голы:                   |                                                            |                              | Судьи: Яри Левонен Брент Райбер |
| Андрей Секера — 06:45 (И. Баранка, М. Гандзуш) Бранко Радивоевич — 23:16 (А. Секера) Михел Миклик — 24:58 (Ю. Микуш, Т. Татар) Томаш Копецки — 25:48 (Б. Радивоевич) Юрай Микуш — 26:56 (Т. Татар, М. Миклик) | 1:0 2:0 3:0 4:0 5:0 5:1 | 34:36 — Алексей Калюжный (бол.) (А. Костицын, С. Костицын) |                              | Судьи: Яри Левонен Брент Райбер |
| |                         |                                                            |                              | Судьи: Яри Левонен Брент Райбер |
| |                         |                                                            |                              | Судьи: Яри Левонен Брент Райбер |
| |                         |                                                            |                              | Судьи: Яри Левонен Брент Райбер |
| 18 мин | Штраф                   | 8 мин                                                      |                              | Судьи: Яри Левонен Брент Райбер |
| |                         |                                                            |                              |                                 |
| | 40                      | Броски                                                     | 31                           |                                 |

| 12 мая 2012 16:15 | Швейцария | 2 : 4 (0:1, 2:1, 0:2) | Франция | Хартвалл Арена, Хельсинки Зрителей: 9155 |

| Отчёт                                                                                | Отчёт                       | Отчёт | Отчёт                       | Отчёт                                  |
| ------------------------------------------------------------------------------------ | --------------------------- | --- | --------------------------- | -------------------------------------- |
|                                                                                      |                             | |                             |                                        |
|                                                                                      | Тобиас Штефан — 00:00-57:29 | Вратари | 00:00-60:00 — Кристобаль Юэ | Судьи: Георгий Яблуков Кристер Ларкинг |
|                                                                                      | Голы:                       | |                             | Судьи: Георгий Яблуков Кристер Ларкинг |
| Дамьен Бруннер — 33:14 (Ф. Фуррер, З. Блинденбахер) Дамьен Бруннер — 35:04 (К. Роми) | 0:1 0:2 1:2 2:2 2:3 2:4     | 17:11 — Йоанн Овитю (бол.) (К. Экфёй, Л. Мёнье) 32:44 — Тедди да Коста (Ш. Бертран, А. Руссель) 46:21 — Лоран Мёнье (бол.) 47:05 — Стефан да Коста (бол.) (П.-Э. Белльмар, Б. Амар) |                             | Судьи: Георгий Яблуков Кристер Ларкинг |
|                                                                                      |                             | |                             | Судьи: Георгий Яблуков Кристер Ларкинг |
|                                                                                      |                             | |                             | Судьи: Георгий Яблуков Кристер Ларкинг |
|                                                                                      |                             | |                             | Судьи: Георгий Яблуков Кристер Ларкинг |
| 31 мин                                                                               | Штраф                       | 10 мин |                             | Судьи: Георгий Яблуков Кристер Ларкинг |
|                                                                                      |                             | |                             |                                        |
|                                                                                      | 43                          | Броски | 27                          |                                        |

| 12 мая 2012 20:15 | Казахстан | 0 : 8 (0:1, 0:2, 0:5) | Канада | Хартвалл Арена, Хельсинки Зрителей: 4151 |

| Отчёт | Отчёт                                                        | Отчёт | Отчёт                      | Отчёт                               |
| ----- | ------------------------------------------------------------ | --- | -------------------------- | ----------------------------------- |
|       |                                                              | |                            |                                     |
|       | Виталий Колесник — 00:00-43:47 Виталий Еремеев — 43:47-60:00 | Вратари | 00:00-60:00 — Деван Дубник | Судьи: Антонин Йержабек Стив Патафи |
|       | Голы:                                                        | |                            | Судьи: Антонин Йержабек Стив Патафи |
|       | 0:1 0:2 0:3 0:4 0:5 0:6 0:7 0:8                              | 15:45 — Дион Фанёф (бол.) (Р. Гецлаф) 32:05 — Кори Перри (Д. Кит, Дж. Боумистер) 37:03 — Александр Барроуз (мен.) (Дж. Эберле, Д. Кит) 42:57 — Эвандер Кейн (К. Перри, Р. Гецлаф) 43:39 — Джон Таварес (Дж. Эберле, К. Расселл) 43:47 — Тедди Пёрселл (Дж. Бенн) 45:53 — Дион Фанёф (Р. Гецлаф, Д. Кит) 56:13 — Райан Нюджент-Хопкинс (П. Шарп, Э. Лэдд) |                            | Судьи: Антонин Йержабек Стив Патафи |
|       |                                                              | |                            | Судьи: Антонин Йержабек Стив Патафи |
|       |                                                              | |                            | Судьи: Антонин Йержабек Стив Патафи |
|       |                                                              | |                            | Судьи: Антонин Йержабек Стив Патафи |
| 8 мин | Штраф                                                        | 10 мин |                            | Судьи: Антонин Йержабек Стив Патафи |
|       |                                                              | |                            |                                     |
|       | 24                                                           | Броски | 58                         |                                     |

| 13 мая 2012 16:15 | Финляндия | 0 : 5 (0:1, 0:2, 0:2) | США | Хартвалл Арена, Хельсинки Зрителей: 12 652 |

| Отчёт  | Отчёт                                                   | Отчёт | Отчёт                       | Отчёт                               |
| ------ | ------------------------------------------------------- | --- | --------------------------- | ----------------------------------- |
|        |                                                         | |                             |                                     |
|        | Кари Лехтонен — 00:00-52:24 Петри Веханен — 52:24-60:00 | Вратари | 00:00-60:00 — Джимми Ховард | Судьи: Георгий Яблуков Брент Райбер |
|        | Голы:                                                   | |                             | Судьи: Георгий Яблуков Брент Райбер |
|        | 0:1 0:2 0:3 0:4 0:5                                     | 16:19 — Макс Пачиоретти 35:33 — Кайл Палмьери (К. Аткинсон, К. Батлер) 37:56 — Джастин Фолк (бол.) (А. Голигоски, М. Пачиоретти) 42:12 — Крис Батлер (Дж. Петри, К. Аткинсон) 44:08 — Бобби Райан (К. Смит) |                             | Судьи: Георгий Яблуков Брент Райбер |
|        |                                                         | |                             | Судьи: Георгий Яблуков Брент Райбер |
|        |                                                         | |                             | Судьи: Георгий Яблуков Брент Райбер |
|        |                                                         | |                             | Судьи: Георгий Яблуков Брент Райбер |
| 39 мин | Штраф                                                   | 6 мин |                             | Судьи: Георгий Яблуков Брент Райбер |
|        |                                                         | |                             |                                     |
|        | 18                                                      | Броски | 31                          |                                     |

| 13 мая 2012 20:15 | Швейцария | 0 : 1 (0:1, 0:0, 0:0) | Словакия | Хартвалл Арена, Хельсинки Зрителей: 4257 |

| Отчёт | Отчёт                    | Отчёт                          | Отчёт                 | Отчёт                          |
| ----- | ------------------------ | ------------------------------ | --------------------- | ------------------------------ |
|       |                          |                                |                       |                                |
|       | Рето Берра — 00:00-59:29 | Вратари                        | 00:00-60:00 — Ян Лацо | Судьи: Дэвид Льюис Стив Патафи |
|       | Голы:                    |                                |                       | Судьи: Дэвид Льюис Стив Патафи |
|       | 0:1                      | 18:13 — Томаш Татар (Ю. Микуш) |                       | Судьи: Дэвид Льюис Стив Патафи |
|       |                          |                                |                       | Судьи: Дэвид Льюис Стив Патафи |
|       |                          |                                |                       | Судьи: Дэвид Льюис Стив Патафи |
|       |                          |                                |                       | Судьи: Дэвид Льюис Стив Патафи |
| 4 мин | Штраф                    | 2 мин                          |                       | Судьи: Дэвид Льюис Стив Патафи |
|       |                          |                                |                       |                                |
|       | 21                       | Броски                         | 30                    |                                |

| 14 мая 2012 16:15 | Беларусь | 1 : 2 (1:0, 0:1, 0:1) | Франция | Хартвалл Арена, Хельсинки Зрителей: 5583 |

| Отчёт                                            | Отчёт                                                                    | Отчёт                                                                                           | Отчёт                       | Отчёт                           |
| ------------------------------------------------ | ------------------------------------------------------------------------ | ----------------------------------------------------------------------------------------------- | --------------------------- | ------------------------------- |
|                                                  |                                                                          |                                                                                                 |                             |                                 |
|                                                  | Виталий Коваль — 00:00-37:57 Дмитрий Мильчаков — 37:57-59:08 59:54-60:00 | Вратари                                                                                         | 00:00-60:00 — Кристобаль Юэ | Судьи: Мартин Франё Яри Левонен |
|                                                  | Голы:                                                                    |                                                                                                 |                             | Судьи: Мартин Франё Яри Левонен |
| Алексей Калюжный — 08:15 (А. Угаров, Д. Коробов) | 1:0 1:1 1:2                                                              | 37:57 — Кевин Экфёй (В. Баше, П.-Э. Белльмар) 58:43 — Йоанн Овитю (П.-Э. Белльмар, С. да Коста) |                             | Судьи: Мартин Франё Яри Левонен |
|                                                  |                                                                          |                                                                                                 |                             | Судьи: Мартин Франё Яри Левонен |
|                                                  |                                                                          |                                                                                                 |                             | Судьи: Мартин Франё Яри Левонен |
|                                                  |                                                                          |                                                                                                 |                             | Судьи: Мартин Франё Яри Левонен |
| 6 мин                                            | Штраф                                                                    | 10 мин                                                                                          |                             | Судьи: Мартин Франё Яри Левонен |
|                                                  |                                                                          |                                                                                                 |                             |                                 |
|                                                  | 22                                                                       | Броски                                                                                          | 32                          |                                 |

| 14 мая 2012 20:15 | Казахстан | 1 : 4 (0:0, 0:3, 1:1) | Финляндия | Хартвалл Арена, Хельсинки Зрителей: 12 443 |

| Отчёт                                                       | Отчёт                          | Отчёт | Отчёт                       | Отчёт                                   |
| ----------------------------------------------------------- | ------------------------------ | --- | --------------------------- | --------------------------------------- |
|                                                             |                                | |                             |                                         |
|                                                             | Виталий Колесник — 00:00-60:00 | Вратари | 00:00-60:00 — Петри Веханен | Судьи: Антонин Йержабек Кристер Ларкинг |
|                                                             | Голы:                          | |                             | Судьи: Антонин Йержабек Кристер Ларкинг |
| Константин Пушкарёв (бол.) — 49:03 (Д. Уппер, В. Новопашин) | 0:1 0:2 0:3 0:4 1:4            | 24:02 — Юсси Йокинен (бол.) (М. Мяенпяя, В. Филппула) 31:38 — Микко Мяенпяя (бол.) (Ю. Хиетанен, В. Филппула) 37:43 — Валттери Филппула (Т. Киискинен, М. Койву) 41:15 — Валттери Филппула (бол.) (М. Койву, Ю. Хиетанен) |                             | Судьи: Антонин Йержабек Кристер Ларкинг |
|                                                             |                                | |                             | Судьи: Антонин Йержабек Кристер Ларкинг |
|                                                             |                                | |                             | Судьи: Антонин Йержабек Кристер Ларкинг |
|                                                             |                                | |                             | Судьи: Антонин Йержабек Кристер Ларкинг |
| 18 мин                                                      | Штраф                          | 10 мин |                             | Судьи: Антонин Йержабек Кристер Ларкинг |
|                                                             |                                | |                             |                                         |
|                                                             | 18                             | Броски | 48                          |                                         |

| 15 мая 2012 12:15 | Канада | 5 : 1 (1:1, 3:0, 1:0) | Беларусь | Хартвалл Арена, Хельсинки Зрителей: 9140 |

| Отчёт | Отчёт                   | Отчёт                                              | Отчёт                           | Отчёт                              |
| --- | ----------------------- | -------------------------------------------------- | ------------------------------- | ---------------------------------- |
| |                         |                                                    |                                 |                                    |
| | Кэм Уорд — 00:00-60:00  | Вратари                                            | 00:00-60:00 — Дмитрий Мильчаков | Судьи: Георгий Яблуков Стив Патафи |
| | Голы:                   |                                                    |                                 | Судьи: Георгий Яблуков Стив Патафи |
| Райан О’Райли — 02:16 (Э. Лэдд, Д. Кит) Кори Перри (бол.) — 29:10 (Р. Гецлаф, Д. Кит) Райан Гецлаф — 32:46 (Э. Кейн, К. Перри) Р. Нюджент-Хопкинс (бол.) — 34:11 (Дж. Таварес, П. Шарп) Райан О’Райли — 48:16 (Э. Лэдд) | 1:0 1:1 2:1 3:1 4:1 5:1 | 14:25 — Сергей Костицын (Е. Ковыршин, А. Костицын) |                                 | Судьи: Георгий Яблуков Стив Патафи |
| |                         |                                                    |                                 | Судьи: Георгий Яблуков Стив Патафи |
| |                         |                                                    |                                 | Судьи: Георгий Яблуков Стив Патафи |
| |                         |                                                    |                                 | Судьи: Георгий Яблуков Стив Патафи |
| 58 мин | Штраф                   | 45 мин                                             |                                 | Судьи: Георгий Яблуков Стив Патафи |
| |                         |                                                    |                                 |                                    |
| | 28                      | Броски                                             | 18                              |                                    |

| 15 мая 2012 16:15 | Словакия | 5 : 4 (2:2, 1:1, 2:1) | Франция | Хартвалл Арена, Хельсинки Зрителей: 7481 |

| Отчёт | Отчёт                               | Отчёт | Отчёт                                   | Отчёт                                |
| --- | ----------------------------------- | --- | --------------------------------------- | ------------------------------------ |
| |                                     | |                                         |                                      |
| | Ян Лацо — 00:00-60:00               | Вратари | 00:00-58:41 — Кристобаль Юэ 58:55-59:24 | Судьи: Антонин Йержабек Брент Райбер |
| | Голы:                               | |                                         | Судьи: Антонин Йержабек Брент Райбер |
| Милан Бартович — 02:36 (М. Ближняк, А. Секера) Томаш Копецки — 06:50 (Б. Радивоевич) Михал Гандзуш (бол.) — 35:26 (З. Хара, А. Секера) Бранко Радивоевич — 40:39 Бранко Радивоевич (бол.) — 50:27 (А. Секера) | 1:0 2:0 2:1 2:2 3:2 3:3 4:3 4:4 5:4 | 07:11 — Йорик Трей (А. Руло, Ж. Дерозье) 15:00 — Тедди да Коста 39:21 — Дамьен Флёри (Л. Мёнье) 45:17 — Антуан Руссель (С. да Коста) |                                         | Судьи: Антонин Йержабек Брент Райбер |
| |                                     | |                                         | Судьи: Антонин Йержабек Брент Райбер |
| |                                     | |                                         | Судьи: Антонин Йержабек Брент Райбер |
| |                                     | |                                         | Судьи: Антонин Йержабек Брент Райбер |
| 4 мин | Штраф                               | 20 мин |                                         | Судьи: Антонин Йержабек Брент Райбер |
| |                                     | |                                         |                                      |
| | 29                                  | Броски | 28                                      |                                      |

| 15 мая 2012 20:15 | США | 5 : 2 (0:0, 2:1, 3:1) | Швейцария | Хартвалл Арена, Хельсинки Зрителей: 9212 |

| Отчёт | Отчёт                       | Отчёт                                                                                 | Отчёт                    | Отчёт                               |
| --- | --------------------------- | ------------------------------------------------------------------------------------- | ------------------------ | ----------------------------------- |
| |                             |                                                                                       |                          |                                     |
| | Джимми Ховард — 00:00-60:00 | Вратари                                                                               | 00:00-60:00 — Рето Берра | Судьи: Мартин Франё Кристер Ларкинг |
| | Голы:                       |                                                                                       |                          | Судьи: Мартин Франё Кристер Ларкинг |
| Бобби Райан — 22:39 (М. Пачиоретти, К. Фаулер) Кэм Фаулер — 36:52 (П. Штястны) Пол Штястны (бол.) — 45:22 (Б. Райан, М. Пачиоретти) Алекс Голигоски — 46:04 (Дж. Абделькадер, К. Палмьери) Джефф Петри — 54:59 (П. Штястны) | 0:1 :1 2:1 3:1 4:1 4:2 5:2  | 20:21 — Иво Рютеман (Д. Бруннер, К. Роми) 54:43 — Моррис Трахслер (Б. Плюсс, Р. Йоси) |                          | Судьи: Мартин Франё Кристер Ларкинг |
| |                             |                                                                                       |                          | Судьи: Мартин Франё Кристер Ларкинг |
| |                             |                                                                                       |                          | Судьи: Мартин Франё Кристер Ларкинг |
| |                             |                                                                                       |                          | Судьи: Мартин Франё Кристер Ларкинг |
| 10 мин | Штраф                       | 8 мин                                                                                 |                          | Судьи: Мартин Франё Кристер Ларкинг |
| |                             |                                                                                       |                          |                                     |
| | 24                          | Броски                                                                                | 27                       |                                     |

### Группа S
| М | Сборная  | И | В | ВО | ПО | П | ШЗ | ШП | РШ  | О  |
| - | -------- | - | - | -- | -- | - | -- | -- | --- | -- |
| 1 | Россия   | 7 | 7 | 0  | 0  | 0 | 27 | 8  | +19 | 21 |
| 2 | Швеция   | 7 | 6 | 0  | 0  | 1 | 29 | 15 | +14 | 18 |
| 3 | Чехия    | 7 | 4 | 1  | 0  | 2 | 24 | 11 | +13 | 14 |
| 4 | Норвегия | 7 | 4 | 0  | 1  | 2 | 33 | 19 | +14 | 13 |
| 5 | Латвия   | 7 | 2 | 0  | 0  | 5 | 11 | 19 | −8  | 6  |
| 6 | Германия | 7 | 2 | 0  | 0  | 5 | 14 | 31 | −17 | 6  |
| 7 | Дания    | 7 | 1 | 0  | 1  | 5 | 13 | 23 | −10 | 4  |
| 8 | Италия   | 7 | 0 | 1  | 0  | 6 | 6  | 31 | −25 | 2  |

Время местное (UTC+2).
| 4 мая 2012 12:15 | Германия | 3 : 0 (1:0, 1:0, 1:0) | Италия | Глобен-Арена, Стокгольм Зрителей: 1033 |

| Отчёт | Отчёт                       | Отчёт   | Отчёт                            | Отчёт                            |
| --- | --------------------------- | ------- | -------------------------------- | -------------------------------- |
| |                             |         |                                  |                                  |
| | Деннис Эндрас — 00:00-60:00 | Вратари | 00:00-60:00 — Даниэль Беллиссимо | Судьи: Данни Курманн Стив Патафи |
| | Голы:                       |         |                                  | Судьи: Данни Курманн Стив Патафи |
| Кристоф Шуберт — 16:16 (К. Ульман) Патрик Раймер — 22:42 (К. Ульман, Ф. Гогулла) Кристофер Фишер (бол.) — 45:11 (Ф. Гогулла, К. Ульман) | 1:0 2:0 3:0                 |         |                                  | Судьи: Данни Курманн Стив Патафи |
| |                             |         |                                  | Судьи: Данни Курманн Стив Патафи |
| |                             |         |                                  | Судьи: Данни Курманн Стив Патафи |
| |                             |         |                                  | Судьи: Данни Курманн Стив Патафи |
| 2 мин | Штраф                       | 10 мин  |                                  | Судьи: Данни Курманн Стив Патафи |
| |                             |         |                                  |                                  |
| | 46                          | Броски  | 22                               |                                  |

| 4 мая 2012 16:15 | Чехия | 2 : 0 (0:0, 1:0, 1:0) | Дания | Глобен-Арена, Стокгольм Зрителей: 1610 |

| Отчёт                                                                                      | Отчёт                     | Отчёт   | Отчёт                                       | Отчёт                        |
| ------------------------------------------------------------------------------------------ | ------------------------- | ------- | ------------------------------------------- | ---------------------------- |
|                                                                                            |                           |         |                                             |                              |
|                                                                                            | Якуб Коварж — 00:00-60:00 | Вратари | 00:00-57:46 — Фредерик Андерсен 58:07-60:00 | Судьи: Кит Кавал Дэвид Льюис |
|                                                                                            | Голы:                     |         |                                             | Судьи: Кит Кавал Дэвид Льюис |
| Алеш Гемски — 39:55 (П. Недвед, Т. Плеканец) Петр Тенкрат — 57:21 (М. Фролик, Т. Плеканец) | 1:0 2:0                   |         |                                             | Судьи: Кит Кавал Дэвид Льюис |
|                                                                                            |                           |         |                                             | Судьи: Кит Кавал Дэвид Льюис |
|                                                                                            |                           |         |                                             | Судьи: Кит Кавал Дэвид Льюис |
|                                                                                            |                           |         |                                             | Судьи: Кит Кавал Дэвид Льюис |
| 8 мин                                                                                      | Штраф                     | 8 мин   |                                             | Судьи: Кит Кавал Дэвид Льюис |
|                                                                                            |                           |         |                                             |                              |
|                                                                                            | 24                        | Броски  | 26                                          |                              |

| 4 мая 2012 20:15 | Швеция | 3 : 1 (1:0, 1:1, 1:0) | Норвегия | Глобен-Арена, Стокгольм Зрителей: 7770 |

| Отчёт | Отчёт                    | Отчёт                               | Отчёт                                 | Отчёт                                |
| --- | ------------------------ | ----------------------------------- | ------------------------------------- | ------------------------------------ |
| |                          |                                     |                                       |                                      |
| | Юнас Энрот — 00:00-60:00 | Вратари                             | 00:00-59:35 — Ларс Хауген 59:42-60:00 | Судьи: Владимир Балушка Брент Райбер |
| | Голы:                    |                                     |                                       | Судьи: Владимир Балушка Брент Райбер |
| Якоб Сильфверберг (бол.) — 16:48 (Э. Карлссон, К. Ернкрок) Маркус Крюгер — 22:29 (Н. Яльмарссон, Д. Альфредссон) Луи Эрикссон (бол.) — 44:18 (Х. Зеттерберг, Д. Альфредссон) | 1:0 1:1 2:1 3:1          | 20:20 — Мадс Хансен (П.-О. Скрёдер) |                                       | Судьи: Владимир Балушка Брент Райбер |
| |                          |                                     |                                       | Судьи: Владимир Балушка Брент Райбер |
| |                          |                                     |                                       | Судьи: Владимир Балушка Брент Райбер |
| |                          |                                     |                                       | Судьи: Владимир Балушка Брент Райбер |
| 18 мин | Штраф                    | 16 мин                              |                                       | Судьи: Владимир Балушка Брент Райбер |
| |                          |                                     |                                       |                                      |
| | 44                       | Броски                              | 20                                    |                                      |

| 5 мая 2012 16:15 | Латвия | 2 : 5 (1:0, 0:2, 1:3) | Россия | Глобен-Арена, Стокгольм Зрителей: 5219 |

| Отчёт | Отчёт                           | Отчёт | Отчёт                        | Отчёт                        |
| --- | ------------------------------- | --- | ---------------------------- | ---------------------------- |
| |                                 | |                              |                              |
| | Эдгарс Масальскис — 00:00-60:00 | Вратари | 00:00-60:00 — Семён Варламов | Судьи: Кит Кавал Дэвид Льюис |
| | Голы:                           | |                              | Судьи: Кит Кавал Дэвид Льюис |
| Микс Индрашис — 11:32 (Г. Галвиньш, Я. Спруктс) Каспарс Даугавиньш (бол.) — 55:21 (Г. Пуяц, О. Бартулис) | 1:0 1:1 1:2 1:3 1:4 2:4 2:5     | 33:45 — Илья Никулин (бол.) (А. Пережогин, Е. Малкин) 36:29 — Евгений Малкин (бол.) (И. Никулин) 45:03 — Евгений Малкин (А. Попов) 50:53 — Александр Попов (А. Пережогин, Д. Калинин) 56:53 — Евгений Кузнецов (Н. Кулёмин) |                              | Судьи: Кит Кавал Дэвид Льюис |
| |                                 | |                              | Судьи: Кит Кавал Дэвид Льюис |
| |                                 | |                              | Судьи: Кит Кавал Дэвид Льюис |
| |                                 | |                              | Судьи: Кит Кавал Дэвид Льюис |
| 6 мин | Штраф                           | 8 мин |                              | Судьи: Кит Кавал Дэвид Льюис |
| |                                 | |                              |                              |
| | 26                              | Броски | 40                           |                              |

| 5 мая 2012 20:15 | Швеция | 4 : 1 (1:0, 1:0, 2:1) | Чехия | Глобен-Арена, Стокгольм Зрителей: 10 076 |

| Отчёт | Отчёт                     | Отчёт                   | Отчёт                                   | Отчёт                          |
| --- | ------------------------- | ----------------------- | --------------------------------------- | ------------------------------ |
| |                           |                         |                                         |                                |
| | Виктор Фаст — 00:00-60:00 | Вратари                 | 00:00-57:30 — Якуб Штепанек 58:04-60:00 | Судьи: Антти Боман Яри Левонен |
| | Голы:                     |                         |                                         | Судьи: Антти Боман Яри Левонен |
| Юхан Франзен — 02:42 (Л. Эрикссон, Х. Зеттерберг) Никлас Крунвалль — 20:50 (Х. Зеттерберг, Л. Эрикссон) Джоэль Лундквист — 50:24 (Н. Перссон, Ю. Ларссон) Никлас Перссон (п.в.) — 58:04 (В. Хедман, Дж. Лундквист) | 1:0 2:0 2:1 3:1 4:1       | 43:44 — Якуб Петружалек |                                         | Судьи: Антти Боман Яри Левонен |
| |                           |                         |                                         | Судьи: Антти Боман Яри Левонен |
| |                           |                         |                                         | Судьи: Антти Боман Яри Левонен |
| |                           |                         |                                         | Судьи: Антти Боман Яри Левонен |
| 8 мин | Штраф                     | 6 мин                   |                                         | Судьи: Антти Боман Яри Левонен |
| |                           |                         |                                         |                                |
| | 20                        | Броски                  | 17                                      |                                |

| 6 мая 2012 12:15 | Дания | 3 : 4 (OT) (0:2, 3:1, 0:0, 0:1) | Италия | Глобен-Арена, Стокгольм Зрителей: 2878 |

| Отчёт | Отчёт                           | Отчёт | Отчёт                            | Отчёт                               |
| --- | ------------------------------- | --- | -------------------------------- | ----------------------------------- |
| |                                 | |                                  |                                     |
| | Фредерик Андерсен — 00:00-60:52 | Вратари | 00:00-60:52 — Даниэль Беллиссимо | Судьи: Владимир Балушка Антти Боман |
| | Голы:                           | |                                  | Судьи: Владимир Балушка Антти Боман |
| Ларс Эллер — 20:14 (Ф. Нильсен, Й. Б. Йенсен) Йеспер Йенсен (бол.) — 24:42 (М. Греэн, Д. Нильсен) Йеспер Йенсен — 31:53 | 0:1 0:2 1:2 2:2 3:2 3:3 3:4     | 14:12 — Лука Ансольди (Дж. Сканделла) 14:30 — Мэтт Де Марки (Н. Фонтаниве) 33:56 — Мэтт Де Марки (Дж. Сканделла, Н. Пластино) 60:52 — Джулио Сканделла |                                  | Судьи: Владимир Балушка Антти Боман |
| |                                 | |                                  | Судьи: Владимир Балушка Антти Боман |
| |                                 | |                                  | Судьи: Владимир Балушка Антти Боман |
| |                                 | |                                  | Судьи: Владимир Балушка Антти Боман |
| 6 мин | Штраф                           | 8 мин |                                  | Судьи: Владимир Балушка Антти Боман |
| |                                 | |                                  |                                     |
| | 35                              | Броски | 24                               |                                     |

| 6 мая 2012 16:15 | Россия | 4 : 2 (0:0, 3:2, 1:0) | Норвегия | Глобен-Арена, Стокгольм Зрителей: 4438 |

| Отчёт | Отчёт                        | Отчёт | Отчёт                     | Отчёт                            |
| --- | ---------------------------- | --- | ------------------------- | -------------------------------- |
| |                              | |                           |                                  |
| | Семён Варламов — 00:00-60:00 | Вратари                                                                                                  | 00:00-60:00 — Ларс Волден | Судьи: Данни Курманн Стив Патафи |
| | Голы:                        | |                           | Судьи: Данни Курманн Стив Патафи |
| Павел Дацюк (бол.) — 21:21 (Д. Калинин, А. Емелин) Денис Денисов (бол.) — 27:01 (Е. Медведев, Е. Кузнецов) Николай Кулёмин — 32:46 (Е. Малкин) Александр Пережогин — 40:40 (Е. Малкин) | 1:0 2:0 2:1 3:1 3:2 4:2      | 30:34 — Мортен Аск (бол.) (Ю. Холёс, П. Торесен) 35:52 — Мариус Хольтет (бол.) (П.-О. Скрёдер, Ю. Холёс) |                           | Судьи: Данни Курманн Стив Патафи |
| |                              | |                           | Судьи: Данни Курманн Стив Патафи |
| |                              | |                           | Судьи: Данни Курманн Стив Патафи |
| |                              | |                           | Судьи: Данни Курманн Стив Патафи |
| 8 мин | Штраф                        | 10 мин                                                                                                   |                           | Судьи: Данни Курманн Стив Патафи |
| |                              | |                           |                                  |
| | 46                           | Броски                                                                                                   | 21                        |                                  |

| 6 мая 2012 20:15 | Германия | 2 : 3 (0:1, 2:1, 0:1) | Латвия | Глобен-Арена, Стокгольм Зрителей: 4162 |

| Отчёт                                                                                     | Отчёт                       | Отчёт | Отчёт                           | Отчёт                           |
| ----------------------------------------------------------------------------------------- | --------------------------- | --- | ------------------------------- | ------------------------------- |
|                                                                                           |                             | |                                 |                                 |
|                                                                                           | Деннис Эндрас — 00:00-59:05 | Вратари | 00:00-60:00 — Эдгарс Масальскис | Судьи: Яри Левонен Брент Райбер |
|                                                                                           | Голы:                       | |                                 | Судьи: Яри Левонен Брент Райбер |
| Джон Трипп — 24:58 (К. Хоспельт, К. Лавалле) Кай Хоспельт — 32:03 (П. Раймер, Ф. Гогулла) | 0:1 0:2 1:2 2:2 2:3         | 11:09 — Микс Индрашис (Я. Спруктс, Г. Галвиньш) 23:10 — Микелис Редлихс (Я. Спруктс, М. Индрашис) 52:15 — Алексей Широков (бол.) (К. Даугавиньш) |                                 | Судьи: Яри Левонен Брент Райбер |
|                                                                                           |                             | |                                 | Судьи: Яри Левонен Брент Райбер |
|                                                                                           |                             | |                                 | Судьи: Яри Левонен Брент Райбер |
|                                                                                           |                             | |                                 | Судьи: Яри Левонен Брент Райбер |
| 6 мин                                                                                     | Штраф                       | 0 мин |                                 | Судьи: Яри Левонен Брент Райбер |
|                                                                                           |                             | |                                 |                                 |
|                                                                                           | 37                          | Броски | 27                              |                                 |

| 7 мая 2012 16:15 | Чехия | 4 : 3 (Б) (1:1, 1:1, 1:1, 0:0, 1:0) | Норвегия | Глобен-Арена, Стокгольм Зрителей: 3383 |

| Отчёт | Отчёт                     | Отчёт | Отчёт                     | Отчёт                           |
| --- | ------------------------- | --- | ------------------------- | ------------------------------- |
| |                           | |                           |                                 |
| | Якуб Коварж — 00:00-65:00 | Вратари | 00:00-65:00 — Ларс Хауген | Судьи: Дэвид Льюис Брент Райбер |
| | Голы:                     | |                           | Судьи: Дэвид Льюис Брент Райбер |
| Алеш Гемски — 16:41 (П. Недвед) Давид Крейчи — 37:04 (П. Тенкрат, П. Часлава) Михаэл Фролик — 47:56 (Т. Плеканец, М. Михалек) Алеш Гемски (поб. бул.) — 65:00 | 0:1 :1 1:2 :2 3:2 3:3 4:3 | 11:16 — Матис Олимб (бол.) (Ю. Холёс, М. Аск) 21:39 — Ларс Эрик Спетс (М. Олимб, А. Бастиансен) 50:51 — Юнас Холёс (П. Торесен, А. Бонсаксен) |                           | Судьи: Дэвид Льюис Брент Райбер |
| | Буллиты:                  | |                           | Судьи: Дэвид Льюис Брент Райбер |
| Алеш Гемски Петр Недвед Давид Крейчи |                           | Пер-Оге Скрёдер Патрик Торесен Мортен Аск |                           | Судьи: Дэвид Льюис Брент Райбер |
| |                           | |                           | Судьи: Дэвид Льюис Брент Райбер |
| 8 мин | Штраф                     | 4 мин |                           | Судьи: Дэвид Льюис Брент Райбер |
| |                           | |                           |                                 |
| | 31                        | Броски | 31                        |                                 |

| 7 мая 2012 20:15 | Дания | 4 : 6 (1:4, 1:2, 2:0) | Швеция | Глобен-Арена, Стокгольм Зрителей: 8119 |

| Отчёт | Отчёт                                   | Отчёт | Отчёт                    | Отчёт                        |
| --- | --------------------------------------- | --- | ------------------------ | ---------------------------- |
| |                                         | |                          |                              |
| | Фредерик Андерсен — 00:00-59:30         | Вратари | 00:00-60:00 — Юнас Энрот | Судьи: Кит Кавал Стив Патафи |
| | Голы:                                   | |                          | Судьи: Кит Кавал Стив Патафи |
| Никлас Хардт (бол.) — 18:27 (Я. Хансен, Ф. Ларсен) Никлас Хардт (бол.) — 38:47 (Ф. Нильсен, Л. Эллер) Ларс Эллер — 40:21 (Н. Хардт, Ф. Нильсен) Мортен Греэн — 51:27 (Я. Хансен, Д. Нильсен) | 0:1 0:2 0:3 0:4 1:4 1:5 1:6 2:6 3:6 4:6 | 02:06 — Виктор Стольберг (М. Крюгер, Н. Яльмарссон) 06:06 — Луи Эрикссон (бол.) (Ю. Франзен) 11:05 — Луи Эрикссон (бол.) (Х. Зеттерберг, Ю. Франзен) 11:43 — Виктор Стольберг (М. Крюгер, Г. Ландескуг) 20:43 — Даниэль Альфредссон (Л. Эрикссон, С. Крунвалль) 29:16 — Юнас Бродин (Ю. Франзен) |                          | Судьи: Кит Кавал Стив Патафи |
| |                                         | |                          | Судьи: Кит Кавал Стив Патафи |
| |                                         | |                          | Судьи: Кит Кавал Стив Патафи |
| |                                         | |                          | Судьи: Кит Кавал Стив Патафи |
| 10 мин | Штраф                                   | 12 мин |                          | Судьи: Кит Кавал Стив Патафи |
| |                                         | |                          |                              |
| | 18                                      | Броски | 42                       |                              |

| 8 мая 2012 16:15 | Латвия | 5 : 0 (1:0, 2:0, 2:0) | Италия | Глобен-Арена, Стокгольм Зрителей: 2785 |

| Отчёт | Отчёт                           | Отчёт   | Отчёт                                                        | Отчёт                              |
| --- | ------------------------------- | ------- | ------------------------------------------------------------ | ---------------------------------- |
| |                                 |         |                                                              |                                    |
| | Эдгарс Масальскис — 00:00-60:00 | Вратари | 00:00-40:43 — Даниэль Беллиссимо 40:43-60:00 — Томас Трагуст | Судьи: Кит Кавал Константин Оленин |
| | Голы:                           |         |                                                              | Судьи: Кит Кавал Константин Оленин |
| Роналдс Кениньш — 18:24 (А. Берзиньш) Гинтс Мейя — 24:16 (Р. Кениньш, О. Бартулис) Оскар Бартулис (бол.) — 37:54 (М. Ципулис) Микс Индрашис — 40:43 (Я. Спруктс, Г. Галвиньш) Кришьянис Редлихс (бол.) — 42:31 (М. Индрашис) | 1:0 2:0 3:0 4:0 5:0             |         |                                                              | Судьи: Кит Кавал Константин Оленин |
| |                                 |         |                                                              | Судьи: Кит Кавал Константин Оленин |
| |                                 |         |                                                              | Судьи: Кит Кавал Константин Оленин |
| |                                 |         |                                                              | Судьи: Кит Кавал Константин Оленин |
| 4 мин | Штраф                           | 14 мин  |                                                              | Судьи: Кит Кавал Константин Оленин |
| |                                 |         |                                                              |                                    |
| | 35                              | Броски  | 23                                                           |                                    |

| 8 мая 2012 20:15 | Россия | 2 : 0 (1:0, 0:0, 1:0) | Германия | Глобен-Арена, Стокгольм Зрителей: 2897 |

| Отчёт | Отчёт                        | Отчёт   | Отчёт                        | Отчёт                               |
| --- | ---------------------------- | ------- | ---------------------------- | ----------------------------------- |
| |                              |         |                              |                                     |
| | Семён Варламов — 00:00-60:00 | Вратари | 00:00-60:00 — Дмитрий Кочнев | Судьи: Владимир Балушка Антти Боман |
| | Голы:                        |         |                              | Судьи: Владимир Балушка Антти Боман |
| Николай Жердев — 19:51 (Е. Медведев, Е. Малкин) Алексей Терещенко (бол.) — 50:35 (С. Широков, Н. Жердев) | 1:0 2:0                      |         |                              | Судьи: Владимир Балушка Антти Боман |
| |                              |         |                              | Судьи: Владимир Балушка Антти Боман |
| |                              |         |                              | Судьи: Владимир Балушка Антти Боман |
| |                              |         |                              | Судьи: Владимир Балушка Антти Боман |
| 10 мин                                                                                                   | Штраф                        | 10 мин  |                              | Судьи: Владимир Балушка Антти Боман |
| |                              |         |                              |                                     |
| | 26                           | Броски  | 30                           |                                     |

| 9 мая 2012 16:15 | Норвегия | 6 : 2 (2:1, 2:1, 2:0) | Италия | Глобен-Арена, Стокгольм Зрителей: 1357 |

| Отчёт | Отчёт                           | Отчёт                                                                                 | Отчёт                           | Отчёт                                    |
| --- | ------------------------------- | ------------------------------------------------------------------------------------- | ------------------------------- | ---------------------------------------- |
| |                                 |                                                                                       |                                 |                                          |
| | Ларс Хауген — 00:00-60:00       | Вратари                                                                               | 00:00-60:00 — Даниэль Белиссимо | Судьи: Владимир Балушка Вячеслав Буланов |
| | Голы:                           |                                                                                       |                                 | Судьи: Владимир Балушка Вячеслав Буланов |
| Матс Трюгг — 03:06 (М. Олимб) Патрик Торесен — 16:51 (П.-О. Скрёдер, А. Бастиансен) Мариус Хольтет (бол.) — 24:27 (П.-О. Скрёдер, П. Торесен) Андерс Бастиансен — 30:35 (М. Олимб, Л. Э. Спетс) Матс Трюгг (мен.) — 48:11 (Л. Хауген) Пер-Оге Скрёдер (бол.) — 54:49 (П. Торесен, М. Хольтет) | 1:0 1:1 2:1 3:1 4:1 4:2 5:2 6:2 | 05:11 — Лука Ансольди (Д. Тудин) 32:35 — Александр Эггер (бол.) (Т. Ларкин, В. Рокко) |                                 | Судьи: Владимир Балушка Вячеслав Буланов |
| |                                 |                                                                                       |                                 | Судьи: Владимир Балушка Вячеслав Буланов |
| |                                 |                                                                                       |                                 | Судьи: Владимир Балушка Вячеслав Буланов |
| |                                 |                                                                                       |                                 | Судьи: Владимир Балушка Вячеслав Буланов |
| 24 мин | Штраф                           | 14 мин                                                                                |                                 | Судьи: Владимир Балушка Вячеслав Буланов |
| |                                 |                                                                                       |                                 |                                          |
| | 39                              | Броски                                                                                | 18                              |                                          |

| 9 мая 2012 20:15 | Швеция | 5 : 2 (1:1, 2:1, 2:0) | Германия | Глобен-Арена, Стокгольм Зрителей: 11 500 |

| Отчёт | Отчёт                       | Отчёт                                                                                      | Отчёт                       | Отчёт                                  |
| --- | --------------------------- | ------------------------------------------------------------------------------------------ | --------------------------- | -------------------------------------- |
| |                             |                                                                                            |                             |                                        |
| | Виктор Фаст — 00:00-60:00   | Вратари                                                                                    | 00:00-60:00 — Деннис Эндрас | Судьи: Данни Курманн Константин Оленин |
| | Голы:                       |                                                                                            |                             | Судьи: Данни Курманн Константин Оленин |
| Маркус Крюгер — 01:17 (Г. Ландескуг) Виктор Стольберг — 26:38 (Н. Яльмарссон) Эрик Карлссон (бол.) — 28:14 (Х. Зеттерберг, Л. Эрикссон) Никлас Перссон — 42:30 (Ю. Ларссон) Юхан Франзен — 48:32 (Х. Зеттерберг) | 1:0 1:1 2:1 3:1 3:2 4:2 5:2 | 19:59 — Филип Гогулла (К. Хоспельт, Ф. Шульц) 36:58 — Патрик Раймер (К. Фишер, Ф. Гогулла) |                             | Судьи: Данни Курманн Константин Оленин |
| |                             |                                                                                            |                             | Судьи: Данни Курманн Константин Оленин |
| |                             |                                                                                            |                             | Судьи: Данни Курманн Константин Оленин |
| |                             |                                                                                            |                             | Судьи: Данни Курманн Константин Оленин |
| 2 мин | Штраф                       | 6 мин                                                                                      |                             | Судьи: Данни Курманн Константин Оленин |
| |                             |                                                                                            |                             |                                        |
| | 45                          | Броски                                                                                     | 17                          |                                        |

| 10 мая 2012 16:15 | Дания | 1 : 3 (1:2, 0:1, 0:0) | Россия | Глобен-Арена, Стокгольм Зрителей: 2117 |

| Отчёт              | Отчёт                       | Отчёт | Отчёт                            | Отчёт                                  |
| ------------------ | --------------------------- | --- | -------------------------------- | -------------------------------------- |
|                    |                             | |                                  |                                        |
|                    | Симон Нильсен — 00:00-59:15 | Вратари | 00:00-60:00 — Константин Барулин | Судьи: Ларс Брюггеманн Морган Юханссон |
|                    | Голы:                       | |                                  | Судьи: Ларс Брюггеманн Морган Юханссон |
| Ларс Эллер — 04:11 | 0:1 :1 1:2 1:3              | 02:08 — Евгений Медведев (С. Широков, Н. Жердев) 13:35 — Евгений Малкин (А. Пережогин, И. Никулин) 26:32 — Дмитрий Калинин (Е. Кузнецов, С. Широков) |                                  | Судьи: Ларс Брюггеманн Морган Юханссон |
|                    |                             | |                                  | Судьи: Ларс Брюггеманн Морган Юханссон |
|                    |                             | |                                  | Судьи: Ларс Брюггеманн Морган Юханссон |
|                    |                             | |                                  | Судьи: Ларс Брюггеманн Морган Юханссон |
| 6 мин              | Штраф                       | 2 мин |                                  | Судьи: Ларс Брюггеманн Морган Юханссон |
|                    |                             | |                                  |                                        |
|                    | 36                          | Броски | 52                               |                                        |

| 10 мая 2012 20:15 | Чехия | 3 : 1 (0:0, 1:1, 2:0) | Латвия | Глобен-Арена, Стокгольм Зрителей: 2570 |

| Отчёт | Отчёт                     | Отчёт                                 | Отчёт                           | Отчёт                                 |
| --- | ------------------------- | ------------------------------------- | ------------------------------- | ------------------------------------- |
| |                           |                                       |                                 |                                       |
| | Якуб Коварж — 00:00-60:00 | Вратари                               | 00:00-60:00 — Эдгарс Масальскис | Судьи: Вячеслав Буланов Данни Курманн |
| | Голы:                     |                                       |                                 | Судьи: Вячеслав Буланов Данни Курманн |
| Милан Михалек — 28:58 (Я. Накладал, Т. Плеканец) Петр Недвед — 50:50 (П. Часлава, О. Немец) Томаш Плеканец (бол.) — 53:22 (М. Блатяк) | 0:1 :1 2:1 3:1            | 23:55 — Армандс Берзиньш (Р. Кениньш) |                                 | Судьи: Вячеслав Буланов Данни Курманн |
| |                           |                                       |                                 | Судьи: Вячеслав Буланов Данни Курманн |
| |                           |                                       |                                 | Судьи: Вячеслав Буланов Данни Курманн |
| |                           |                                       |                                 | Судьи: Вячеслав Буланов Данни Курманн |
| 12 мин | Штраф                     | 10 мин                                |                                 | Судьи: Вячеслав Буланов Данни Курманн |
| |                           |                                       |                                 |                                       |
| | 34                        | Броски                                | 26                              |                                       |

| 11 мая 2012 16:15 | Италия | 0 : 6 (0:2, 0:3, 0:1) | Чехия | Глобен-Арена, Стокгольм Зрителей: 2753 |

| Отчёт  | Отчёт                       | Отчёт | Отчёт                       | Отчёт                                    |
| ------ | --------------------------- | --- | --------------------------- | ---------------------------------------- |
|        |                             | |                             |                                          |
|        | Томас Трагуст — 00:00-60:00 | Вратари | 00:00-60:00 — Якуб Штепанек | Судьи: Морган Юханссон Константин Оленин |
|        | Голы:                       | |                             | Судьи: Морган Юханссон Константин Оленин |
|        | 0:1 0:2 0:3 0:4 0:5 0:6     | 05:56 — Петр Недвед (бол.) (Д. Крейчи, Я. Накладал) 12:45 — Иржи Новотны (Я. Петружалек) 27:15 — Петр Часлава (мен.) (П. Тенкрат) 31:45 — Алеш Гемски (бол.) (М. Эрат) 32:45 — Петр Часлава (Я. Петружалек, П. Коукал) 54:29 — Мартин Эрат (бол.) (Л. Крайчек) |                             | Судьи: Морган Юханссон Константин Оленин |
|        |                             | |                             | Судьи: Морган Юханссон Константин Оленин |
|        |                             | |                             | Судьи: Морган Юханссон Константин Оленин |
|        |                             | |                             | Судьи: Морган Юханссон Константин Оленин |
| 12 мин | Штраф                       | 8 мин |                             | Судьи: Морган Юханссон Константин Оленин |
|        |                             | |                             |                                          |
|        | 20                          | Броски | 41                          |                                          |

| 11 мая 2012 20:15 | Россия | 7 : 3 (1:2, 2:1, 4:0) | Швеция | Глобен-Арена, Стокгольм Зрителей: 11 500 |

| Отчёт | Отчёт                                  | Отчёт | Отчёт                     | Отчёт                        |
| --- | -------------------------------------- | --- | ------------------------- | ---------------------------- |
| |                                        | |                           |                              |
| | Семён Варламов — 00:00-60:00           | Вратари | 00:00-60:00 — Виктор Фаст | Судьи: Антти Боман Кит Кавал |
| | Голы:                                  | |                           | Судьи: Антти Боман Кит Кавал |
| Александр Попов — 10:27 (Е. Малкин) Евгений Малкин (бол.) — 36:00 (Е. Бирюков, Е. Кузнецов) Алексей Емелин (бол.) — 38:27 (П. Дацюк, Д. Калинин) Александр Пережогин — 40:15 (Е. Медведев) Евгений Малкин — 42:40 (А. Попов) Евгений Малкин — 51:08 (А. Попов) Денис Денисов — 59:06 (Е. Малкин, А. Попов) | 0:1 :1 1:2 1:3 2:3 3:3 4:3 5:3 6:3 7:3 | 05:57 — Эрик Карлссон (бол.) (В. Стольберг, Д. Альфредссон) 14:33 — Хенрик Зеттерберг (бол.) (Д. Альфредссон, Л. Эрикссон) 29:36 — Юхан Франзен (бол.) (Л. Эрикссон, Х. Зеттерберг) |                           | Судьи: Антти Боман Кит Кавал |
| |                                        | |                           | Судьи: Антти Боман Кит Кавал |
| |                                        | |                           | Судьи: Антти Боман Кит Кавал |
| |                                        | |                           | Судьи: Антти Боман Кит Кавал |
| 37 мин | Штраф                                  | 10 мин |                           | Судьи: Антти Боман Кит Кавал |
| |                                        | |                           |                              |
| | 36                                     | Броски | 46                        |                              |

| 12 мая 2012 12:15 | Норвегия | 3 : 0 (1:0, 2:0, 0:0) | Латвия | Глобен-Арена, Стокгольм Зрителей: 5332 |

| Отчёт | Отчёт                     | Отчёт   | Отчёт                          | Отчёт                                    |
| --- | ------------------------- | ------- | ------------------------------ | ---------------------------------------- |
| |                           |         |                                |                                          |
| | Ларс Хауген — 00:00-60:00 | Вратари | 00:00-60:00 — Эдгар Масальскис | Судьи: Ларс Брюггеманн Константин Оленин |
| | Голы:                     |         |                                | Судьи: Ларс Брюггеманн Константин Оленин |
| Юнас Холёс — 12:43 Андреас Мартинсен — 25:54 (М. Трюгг, М. Аск) Патрик Торесен — 38:43 (М. Хансен, П.-О. Скрёдер) | 1:0 2:0 3:0               |         |                                | Судьи: Ларс Брюггеманн Константин Оленин |
| |                           |         |                                | Судьи: Ларс Брюггеманн Константин Оленин |
| |                           |         |                                | Судьи: Ларс Брюггеманн Константин Оленин |
| |                           |         |                                | Судьи: Ларс Брюггеманн Константин Оленин |
| 8 мин | Штраф                     | 22 мин  |                                | Судьи: Ларс Брюггеманн Константин Оленин |
| |                           |         |                                |                                          |
| | 30                        | Броски  | 25                             |                                          |

| 12 мая 2012 16:15 | Германия | 2 : 1 (0:0, 1:1, 1:0) | Дания | Глобен-Арена, Стокгольм Зрителей: 5107 |

| Отчёт                                                                                        | Отчёт                       | Отчёт                             | Отчёт                           | Отчёт                                 |
| -------------------------------------------------------------------------------------------- | --------------------------- | --------------------------------- | ------------------------------- | ------------------------------------- |
|                                                                                              |                             |                                   |                                 |                                       |
|                                                                                              | Деннис Эндрас — 00:00-60:00 | Вратари                           | 00:00-59:05 — Фредерик Андерсен | Судьи: Владимир Балушка Данни Курманн |
|                                                                                              | Голы:                       |                                   |                                 | Судьи: Владимир Балушка Данни Курманн |
| Томас Грайлингер — 37:10 (К. Фишер, Э. Кауфман) Филип Гогулла — 48:24 (П. Раймер, К. Ульман) | 0:1 :1 2:1                  | 21:35 — Мортен Греэн (К. Старков) |                                 | Судьи: Владимир Балушка Данни Курманн |
|                                                                                              |                             |                                   |                                 | Судьи: Владимир Балушка Данни Курманн |
|                                                                                              |                             |                                   |                                 | Судьи: Владимир Балушка Данни Курманн |
|                                                                                              |                             |                                   |                                 | Судьи: Владимир Балушка Данни Курманн |
| 6 мин                                                                                        | Штраф                       | 2 мин                             |                                 | Судьи: Владимир Балушка Данни Курманн |
|                                                                                              |                             |                                   |                                 |                                       |
|                                                                                              | 27                          | Броски                            | 28                              |                                       |

| 12 мая 2012 20:15 | Италия | 0 : 4 (0:2, 0:1, 0:1) | Швеция | Глобен-Арена, Стокгольм Зрителей: 8979 |

| Отчёт  | Отчёт                                                        | Отчёт | Отчёт                     | Отчёт                               |
| ------ | ------------------------------------------------------------ | --- | ------------------------- | ----------------------------------- |
|        |                                                              | |                           |                                     |
|        | Даниэль Беллиссимо — 00:00-52:54 Томас Трагуст — 52:54-60:00 | Вратари | 00:00-60:00 — Виктор Фаст | Судьи: Антти Боман Вячеслав Буланов |
|        | Голы:                                                        | |                           | Судьи: Антти Боман Вячеслав Буланов |
|        | 0:1 0:2 0:3 0:4                                              | 05:13 — Маркус Крюгер (Э. Карлссон, Д. Альфредссон) 19:12 — Стаффан Крунвалль (Г. Ландескуг) 25:45 — Эрик Карлссон (бол.) (Х. Зеттерберг) 41:45 — Габриэль Ландескуг (Л. Эрикссон, Х. Зеттерберг) |                           | Судьи: Антти Боман Вячеслав Буланов |
|        |                                                              | |                           | Судьи: Антти Боман Вячеслав Буланов |
|        |                                                              | |                           | Судьи: Антти Боман Вячеслав Буланов |
|        |                                                              | |                           | Судьи: Антти Боман Вячеслав Буланов |
| 16 мин | Штраф                                                        | 6 мин |                           | Судьи: Антти Боман Вячеслав Буланов |
|        |                                                              | |                           |                                     |
|        | 19                                                           | Броски | 42                        |                                     |

| 13 мая 2012 16:15 | Россия | 2 : 0 (1:0, 0:0, 1:0) | Чехия | Глобен-Арена, Стокгольм Зрителей: 5341 |

| Отчёт                                                                      | Отчёт                            | Отчёт   | Отчёт                     | Отчёт                               |
| -------------------------------------------------------------------------- | -------------------------------- | ------- | ------------------------- | ----------------------------------- |
|                                                                            |                                  |         |                           |                                     |
|                                                                            | Константин Барулин — 00:00-60:00 | Вратари | 00:00-59:50 — Якуб Коварж | Судьи: Ларс Брюггеманн Дэни Курманн |
|                                                                            | Голы:                            |         |                           | Судьи: Ларс Брюггеманн Дэни Курманн |
| Александр Пережогин — 00:24 (И. Никулин) Евгений Малкин — 40:44 (А. Попов) | 1:0 2:0                          |         |                           | Судьи: Ларс Брюггеманн Дэни Курманн |
|                                                                            |                                  |         |                           | Судьи: Ларс Брюггеманн Дэни Курманн |
|                                                                            |                                  |         |                           | Судьи: Ларс Брюггеманн Дэни Курманн |
|                                                                            |                                  |         |                           | Судьи: Ларс Брюггеманн Дэни Курманн |
| 8 мин                                                                      | Штраф                            | 8 мин   |                           | Судьи: Ларс Брюггеманн Дэни Курманн |
|                                                                            |                                  |         |                           |                                     |
|                                                                            | 23                               | Броски  | 30                        |                                     |

| 13 мая 2012 20:15 | Германия | 4 : 12 (0:3, 1:6, 3:3) | Норвегия | Глобен-Арена, Стокгольм Зрителей: 2462 |

| Отчёт | Отчёт | Отчёт | Отчёт                     | Отчёт                             |
| --- | --- | --- | ------------------------- | --------------------------------- |
| | | |                           |                                   |
| | Деннис Эндрас — 00:00-05:35 Дмитрий Кочнев — 05:35-40:00 Деннис Эндрас — 40:00-52:46 Дмитрий Кочнев — 52:46-60:00 | Вратари | 00:00-60:00 — Ларс Хауген | Судьи: Вячеслав Буланов Кит Кавал |
| | Голы: | |                           | Судьи: Вячеслав Буланов Кит Кавал |
| Патрик Раймер — 38:25 (Ф. Гогулла, К. Шуберт) Джастин Крюгер — 41:01 (Ф. Гогулла) Маркус Кинк — 46:27 (К. Лавалле) Кристофер Фишер (бол.) — 57:17 (К. Хоспельт, Ф. Гогулла) | 0:1 0:2 0:3 0:4 0:5 0:6 0:7 0:8 0:9 1:9 1:10 2:10 2:11 3:11 3:12 4:12                                             | 00:20 — Патрик Торесен (М. Хансен, П.-О. Скрёдер) 01:28 — Патрик Торесен (бол.) (М. Хольтет) 05:07 — Мартин Рёймарк (М. Хольтет) 23:16 — Ларс Эрик Спетс (М. Олимб, А. Бастиансен) 24:12 — Юха Каунисмяки (М. Аск, К. А. Олимб) 27:52 — Юнас Холёс (бол.) (П. Торесен, М. Аск) 32:07 — Патрик Торесен (М. Аск, Х. Сольберг) 33:24 — Пер-Оге Скрёдер (бол.) (М. Олимб, М. Аск) 34:07 — Матс Трюгг (бол.) (П. Торесен, М. Хансен) 40:44 — Пер-Оге Скрёдер (П. Торесен, М. Хансен) 43:15 — Мадс Хансен (А. Бастиансен, Ю. Каунисмяки) 52:05 — Матс Трюгг (М. Хансен) |                           | Судьи: Вячеслав Буланов Кит Кавал |
| | | |                           | Судьи: Вячеслав Буланов Кит Кавал |
| | | |                           | Судьи: Вячеслав Буланов Кит Кавал |
| | | |                           | Судьи: Вячеслав Буланов Кит Кавал |
| 26 мин | Штраф | 12 мин |                           | Судьи: Вячеслав Буланов Кит Кавал |
| | | |                           |                                   |
| | 29 | Броски | 32                        |                                   |

| 14 мая 2012 16:15 | Латвия | 0 : 2 (0:0, 0:2, 0:0) | Дания | Глобен-Арена, Стокгольм Зрителей: 2197 |

| Отчёт  | Отчёт                                                     | Отчёт                                                            | Отчёт                           | Отчёт                                   |
| ------ | --------------------------------------------------------- | ---------------------------------------------------------------- | ------------------------------- | --------------------------------------- |
|        |                                                           |                                                                  |                                 |                                         |
|        | Эдгарс Масальскис — 00:00-40:00 Марис Ючерс — 40:00-60:00 | Вратари                                                          | 00:00-60:00 — Фредерик Андерсен | Судьи: Ларс Брюггеманн Вячеслав Буланов |
|        | Голы:                                                     |                                                                  |                                 | Судьи: Ларс Брюггеманн Вячеслав Буланов |
|        | 0:1 0:2                                                   | 24:48 — Мортен Греэн (Н. Хардт) 35:23 — Мортен Мадсен (Л. Эллер) |                                 | Судьи: Ларс Брюггеманн Вячеслав Буланов |
|        |                                                           |                                                                  |                                 | Судьи: Ларс Брюггеманн Вячеслав Буланов |
|        |                                                           |                                                                  |                                 | Судьи: Ларс Брюггеманн Вячеслав Буланов |
|        |                                                           |                                                                  |                                 | Судьи: Ларс Брюггеманн Вячеслав Буланов |
| 10 мин | Штраф                                                     | 22 мин                                                           |                                 | Судьи: Ларс Брюггеманн Вячеслав Буланов |
|        |                                                           |                                                                  |                                 |                                         |
|        | 35                                                        | Броски                                                           | 28                              |                                         |

| 14 мая 2012 20:15 | Италия | 0 : 4 (0:1, 0:2, 0:1) | Россия | Глобен-Арена, Стокгольм Зрителей: 2336 |

| Отчёт | Отчёт                       | Отчёт | Отчёт                                                     | Отчёт                                   |
| ----- | --------------------------- | --- | --------------------------------------------------------- | --------------------------------------- |
|       |                             | |                                                           |                                         |
|       | Томас Трагуст — 00:00-60:00 | Вратари | 00:00-20:00 — Семён Варламов 20:00-60:00 — Михаил Бирюков | Судьи: Владимир Балушка Морган Юханссон |
|       | Голы:                       | |                                                           | Судьи: Владимир Балушка Морган Юханссон |
|       | 0:1 0:2 0:3 0:4             | 10:35 — Павел Дацюк (Е. Кузнецов) 24:28 — Евгений Кузнецов (Н. Кулёмин, Н. Никитин) 28:07 — Евгений Бирюков (Е. Малкин, А. Пережогин) 53:38 — Александр Попов (А. Пережогин) |                                                           | Судьи: Владимир Балушка Морган Юханссон |
|       |                             | |                                                           | Судьи: Владимир Балушка Морган Юханссон |
|       |                             | |                                                           | Судьи: Владимир Балушка Морган Юханссон |
|       |                             | |                                                           | Судьи: Владимир Балушка Морган Юханссон |
| 4 мин | Штраф                       | 2 мин |                                                           | Судьи: Владимир Балушка Морган Юханссон |
|       |                             | |                                                           |                                         |
|       | 29                          | Броски | 40                                                        |                                         |

| 15 мая 2012 12:15 | Норвегия | 6 : 2 (0:0, 5:0, 1:2) | Дания | Глобен-Арена, Стокгольм Зрителей: 2054 |

| Отчёт | Отчёт                           | Отчёт                                                                 | Отчёт                           | Отчёт                                |
| --- | ------------------------------- | --------------------------------------------------------------------- | ------------------------------- | ------------------------------------ |
| |                                 |                                                                       |                                 |                                      |
| | Ларс Хауген — 00:00-60:00       | Вратари                                                               | 00:00-60:00 — Фредерик Андерсен | Судьи: Морган Юханссон Данни Курманн |
| | Голы:                           |                                                                       |                                 | Судьи: Морган Юханссон Данни Курманн |
| Ларс Эрик Спетс — 26:12 (М. Аск, М. Олимб) Мортен Аск — 27:29 (К. А. Олимб, А. Мартинсен) Пер-Оге Скрёдер — 35:35 (П. Торесен) Юнас Холёс (бол.) — 37:53 (П. Торесен, М. Хансен) Патрик Торесен (бол.) — 39:39 (А. Мартинсен, Ю. Холёс) Матс Трюгг — 55:39 (П. Торесен, П.-О. Скредер) | 1:0 2:0 3:0 4:0 5:0 5:1 5:2 6:2 | 43:03 — Мортен Мадсен (Ф. Херсбю) 47:50 — Мортен Поульсен (Ф. Ларсен) |                                 | Судьи: Морган Юханссон Данни Курманн |
| |                                 |                                                                       |                                 | Судьи: Морган Юханссон Данни Курманн |
| |                                 |                                                                       |                                 | Судьи: Морган Юханссон Данни Курманн |
| |                                 |                                                                       |                                 | Судьи: Морган Юханссон Данни Курманн |
| 22 мин | Штраф                           | 45 мин                                                                |                                 | Судьи: Морган Юханссон Данни Курманн |
| |                                 |                                                                       |                                 |                                      |
| | 27                              | Броски                                                                | 28                              |                                      |

| 15 мая 2012 16:15 | Чехия | 8 : 1 (3:1, 3:0, 2:0) | Германия | Глобен-Арена, Стокгольм Зрителей: 2114 |

| Отчёт | Отчёт                                                 | Отчёт                                                  | Отчёт                       | Отчёт                                     |
| --- | ----------------------------------------------------- | ------------------------------------------------------ | --------------------------- | ----------------------------------------- |
| |                                                       |                                                        |                             |                                           |
| | Якуб Штепанек — 00:00-50:48 Петр Мразек — 50:48-60:00 | Вратари                                                | 00:00-60:00 — Деннис Эндрас | Судьи: Вячеслав Буланов Константин Оленин |
| | Голы:                                                 |                                                        |                             | Судьи: Вячеслав Буланов Константин Оленин |
| Алеш Гемски — 01:58 (П. Пруха) Лукаш Крайчек — 10:34 (М. Вондрка, И. Новотны) Мартин Эрат (бол.) — 16:05 (Я. Накладал, Д. Крейчи) Петр Коукал (бол.) — 25:01 (Л. Крайчек, П. Часлава) Давид Крейчи (мен.) — 29:55 (П. Тенкрат) Иржи Новотны — 34:22 (Я. Петружалек) Петр Коукал (бол.) — 44:34 (А. Гемски, П. Пруха) Мирослав Блатяк (бол.) — 46:42 (Д. Крейчи, Т. Плеканец) | 1:0 1:1 2:1 3:1 4:1 5:1 6:1 7:1 8:1                   | 07:36 — Томас Грайлингер (бол.) (К. Шуберт, К. Ульман) |                             | Судьи: Вячеслав Буланов Константин Оленин |
| |                                                       |                                                        |                             | Судьи: Вячеслав Буланов Константин Оленин |
| |                                                       |                                                        |                             | Судьи: Вячеслав Буланов Константин Оленин |
| |                                                       |                                                        |                             | Судьи: Вячеслав Буланов Константин Оленин |
| 4 мин | Штраф                                                 | 14 мин                                                 |                             | Судьи: Вячеслав Буланов Константин Оленин |
| |                                                       |                                                        |                             |                                           |
| | 39                                                    | Броски                                                 | 18                          |                                           |

| 15 мая 2012 20:15 | Швеция | 4 : 0 (2:0, 1:0, 1:0) | Латвия | Глобен-Арена, Стокгольм Зрителей: 9358 |

| Отчёт | Отчёт                     | Отчёт   | Отчёт                     | Отчёт                                   |
| --- | ------------------------- | ------- | ------------------------- | --------------------------------------- |
| |                           |         |                           |                                         |
| | Виктор Фаст — 00:00-60:00 | Вратари | 00:00-60:00 — Марис Ючерс | Судьи: Владимир Балушка Ларс Брюггеманн |
| | Голы:                     |         |                           | Судьи: Владимир Балушка Ларс Брюггеманн |
| Луи Эрикссон — 04:39 (Х. Зеттерберг, Ю. Франзен) Якоб Сильфверберг (бол.) — 14:40 (Э. Карлссон, Н. Бекстрём) Хенрик Зеттерберг (бол.) — 33:45 (Д. Альфредссон) Юхан Франзен (бол.) — 52:18 (Х. Зеттерберг, Э. Карлссон) | 1:0 2:0 3:0 4:0           |         |                           | Судьи: Владимир Балушка Ларс Брюггеманн |
| |                           |         |                           | Судьи: Владимир Балушка Ларс Брюггеманн |
| |                           |         |                           | Судьи: Владимир Балушка Ларс Брюггеманн |
| |                           |         |                           | Судьи: Владимир Балушка Ларс Брюггеманн |
| 6 мин | Штраф                     | 33 мин  |                           | Судьи: Владимир Балушка Ларс Брюггеманн |
| |                           |         |                           |                                         |
| | 44                        | Броски  | 22                        |                                         |

## Плей-офф
|  | Четвертьфиналы | Четвертьфиналы | Четвертьфиналы | Четвертьфиналы | Четвертьфиналы | Четвертьфиналы | Четвертьфиналы | Четвертьфиналы | Четвертьфиналы | Четвертьфиналы |           |          | Полуфиналы | Полуфиналы | Полуфиналы | Полуфиналы        | Полуфиналы        | Полуфиналы        | Полуфиналы        | Полуфиналы        | Полуфиналы        | Полуфиналы        |                   |                   | Финал             | Финал     | Финал     | Финал     | Финал     | Финал     | Финал     | Финал     | Финал     | Финал |
|  |                |                |                |                |                |                |                |                |                |                |           |          |            |            |            |                   |                   |                   |                   |                   |                   |                   |                   |                   |                   |           |           |           |           |           |           |           |           |       |
|  | H1             | Канада         | Канада         | Канада         | Канада         | Канада         | Канада         | Канада         | Канада         | 3              |           |          |            |            |            |                   |                   |                   |                   |                   |                   |                   |                   |                   |                   |           |           |           |           |           |           |           |           |       |
|  | H1             | Канада         | Канада         | Канада         | Канада         | Канада         | Канада         | Канада         | Канада         | 3              |           |          |            |            |            |                   |                   |                   |                   |                   |                   |                   |                   |                   |                   |           |           |           |           |           |           |           |           |       |
|  | H4             | Словакия       | Словакия       | Словакия       | Словакия       | Словакия       | Словакия       | Словакия       | Словакия       | 4              |           |          |            |            |            |                   |                   |                   |                   |                   |                   |                   |                   |                   |                   |           |           |           |           |           |           |           |           |       |
|  | H4             | Словакия       | Словакия       | Словакия       | Словакия       | Словакия       | Словакия       | Словакия       | Словакия       | 4              | WQF1      | Словакия | Словакия   | Словакия   | Словакия   | Словакия          | Словакия          | Словакия          | Словакия          | 3                 |                   |                   |                   |                   |                   |           |           |           |           |           |           |           |           |       |
|  |                |                |                |                |                |                |                |                |                |                | WQF1      | Словакия | Словакия   | Словакия   | Словакия   | Словакия          | Словакия          | Словакия          | Словакия          | 3                 |                   |                   |                   |                   |                   |           |           |           |           |           |           |           |           |       |
|  |                |                | WQF2           | Чехия          | Чехия          | Чехия          | Чехия          | Чехия          | Чехия          | Чехия          | Чехия     | 1        |            |            |            |                   |                   |                   |                   |                   |                   |                   |                   |                   |                   |           |           |           |           |           |           |           |           |       |
|  | S2             | Швеция         | Швеция         | Швеция         | Швеция         | Швеция         | Швеция         | Швеция         | Швеция         | Чехия          | Чехия     | 1        | 3          |            |            |                   |                   |                   |                   |                   |                   |                   |                   |                   |                   |           |           |           |           |           |           |           |           |       |
|  | S2             | Швеция         | Швеция         | Швеция         | Швеция         | Швеция         | Швеция         | Швеция         | Швеция         |                |           |          | 3          |            |            |                   |                   |                   |                   |                   |                   |                   |                   |                   |                   |           |           |           |           |           |           |           |           |       |
|  | S3             | Чехия          | Чехия          | Чехия          | Чехия          | Чехия          | Чехия          | Чехия          | Чехия          | 4              |           |          |            |            |            |                   |                   |                   |                   |                   |                   |                   |                   |                   |                   |           |           |           |           |           |           |           |           |       |
|  | S3             | Чехия          | Чехия          | Чехия          | Чехия          | Чехия          | Чехия          | Чехия          | Чехия          | 4              |           |          |            |            |            |                   |                   |                   |                   |                   |                   |                   | WSF1              | Словакия          | Словакия          | Словакия  | Словакия  | Словакия  | Словакия  | Словакия  | Словакия  | 2         |           |       |
|  |                |                |                |                |                |                |                |                |                |                |           |          |            |            |            |                   |                   |                   |                   |                   |                   |                   | WSF1              | Словакия          | Словакия          | Словакия  | Словакия  | Словакия  | Словакия  | Словакия  | Словакия  | 2         |           |       |
|  |                |                | WSF2           | Россия         | Россия         | Россия         | Россия         | Россия         | Россия         | Россия         | Россия    | 6        |            |            |            |                   |                   |                   |                   |                   |                   |                   |                   |                   |                   |           |           |           |           |           |           |           |           |       |
|  | S1             | Россия         | Россия         | Россия         | Россия         | Россия         | Россия         | Россия         | Россия         | Россия         | Россия    | 6        | 5          |            |            |                   |                   |                   |                   |                   |                   |                   |                   |                   |                   |           |           |           |           |           |           |           |           |       |
|  | S1             | Россия         | Россия         | Россия         | Россия         | Россия         | Россия         | Россия         | Россия         |                |           |          | 5          |            |            |                   |                   |                   |                   |                   |                   |                   |                   |                   |                   |           |           |           |           |           |           |           |           |       |
|  | S4             | Норвегия       | Норвегия       | Норвегия       | Норвегия       | Норвегия       | Норвегия       | Норвегия       | Норвегия       | 2              |           |          |            |            |            |                   |                   |                   |                   |                   |                   |                   |                   |                   |                   |           |           |           |           |           |           |           |           |       |
|  | S4             | Норвегия       | Норвегия       | Норвегия       | Норвегия       | Норвегия       | Норвегия       | Норвегия       | Норвегия       | 2              | WQF3      | Россия   | Россия     | Россия     | Россия     | Россия            | Россия            | Россия            | Россия            | 6                 |                   |                   |                   |                   |                   |           |           |           |           |           |           |           |           |       |
|  |                |                |                |                |                |                |                |                |                |                | WQF3      | Россия   | Россия     | Россия     | Россия     | Россия            | Россия            | Россия            | Россия            | 6                 |                   |                   |                   |                   |                   |           |           |           |           |           |           |           |           |       |
|  |                |                | WQF4           | Финляндия      | Финляндия      | Финляндия      | Финляндия      | Финляндия      | Финляндия      | Финляндия      | Финляндия | 2        |            |            |            |                   |                   |                   |                   |                   |                   |                   |                   |                   |                   |           |           |           |           |           |           |           |           |       |
|  | H2             | США            | США            | США            | США            | США            | США            | США            | США            | Финляндия      | Финляндия | 2        | 2          |            |            | Матч за 3-е место | Матч за 3-е место | Матч за 3-е место | Матч за 3-е место | Матч за 3-е место | Матч за 3-е место | Матч за 3-е место | Матч за 3-е место | Матч за 3-е место | Матч за 3-е место |           |           |           |           |           |           |           |           |       |
|  | H2             | США            | США            | США            | США            | США            | США            | США            | США            |                |           |          | 2          |            |            | Матч за 3-е место | Матч за 3-е место | Матч за 3-е место | Матч за 3-е место | Матч за 3-е место | Матч за 3-е место | Матч за 3-е место | Матч за 3-е место | Матч за 3-е место | Матч за 3-е место |           |           |           |           |           |           |           |           |       |
|  | H3             | Финляндия      | Финляндия      | Финляндия      | Финляндия      | Финляндия      | Финляндия      | Финляндия      | Финляндия      | 3              |           |          |            |            |            |                   |                   |                   |                   |                   |                   |                   |                   |                   |                   |           |           |           |           |           |           |           |           |       |
|  | H3             | Финляндия      | Финляндия      | Финляндия      | Финляндия      | Финляндия      | Финляндия      | Финляндия      | Финляндия      | 3              |           |          |            |            |            |                   |                   |                   |                   |                   |                   |                   |                   |                   |                   |           |           |           |           |           |           |           |           |       |
|  |                |                |                |                |                |                |                |                |                |                |           |          |            |            |            |                   |                   |                   |                   |                   |                   |                   |                   |                   | LSF1              | Чехия     | Чехия     | Чехия     | Чехия     | Чехия     | Чехия     | Чехия     | Чехия     | 3     |
|  |                |                |                |                |                |                |                |                |                |                |           |          |            |            |            |                   |                   |                   |                   |                   |                   |                   |                   |                   | LSF1              | Чехия     | Чехия     | Чехия     | Чехия     | Чехия     | Чехия     | Чехия     | Чехия     | 3     |
|  |                |                |                |                |                |                |                |                |                |                |           |          |            |            |            |                   |                   |                   |                   |                   |                   |                   |                   |                   | LSF2              | Финляндия | Финляндия | Финляндия | Финляндия | Финляндия | Финляндия | Финляндия | Финляндия | 2     |
|  |                |                |                |                |                |                |                |                |                |                |           |          |            |            |            |                   |                   |                   |                   |                   |                   |                   |                   |                   | LSF2              | Финляндия | Финляндия | Финляндия | Финляндия | Финляндия | Финляндия | Финляндия | Финляндия | 2     |

### Четвертьфинал
Время местное: в Стокгольме (UTC+2), в Хельсинки (UTC+3).
| 17 мая 2012 13:00 | Канада | 3 : 4 (1:2, 2:0, 0:2) | Словакия | Хартвалл Арена, Хельсинки Зрителей: 11 568 |

| Отчёт | Отчёт                       | Отчёт | Отчёт                 | Отчёт                                |
| --- | --------------------------- | --- | --------------------- | ------------------------------------ |
| |                             | |                       |                                      |
| | Кэм Уорд — 00:00-58:45      | Вратари | 00:00-60:00 — Ян Лацо | Судьи: Мартин Франё Антонин Йержабек |
| | Голы:                       | |                       | Судьи: Мартин Франё Антонин Йержабек |
| Эвандер Кейн — 16:14 (Р. Гецлаф) Джефф Скиннер (бол.) — 26:30 (Дж. Эберле, П. Шарп) Александр Барроуз — 37:43 (К. Рассел, Э. Лэдд) | 0:1 0:2 1:2 2:2 3:2 3:3 3:4 | 05:57 — Томаш Копецки (Б. Радивоевич, М. Гандзуш) 09:14 — Мирослав Шатан (Л. Гудачек, Т. Суровы) 53:25 — Милан Бартович (Т. Татар) 57:32 — Михал Гандзуш (бол.) (А. Секера) |                       | Судьи: Мартин Франё Антонин Йержабек |
| |                             | |                       | Судьи: Мартин Франё Антонин Йержабек |
| |                             | |                       | Судьи: Мартин Франё Антонин Йержабек |
| |                             | |                       | Судьи: Мартин Франё Антонин Йержабек |
| 31 мин | Штраф                       | 6 мин |                       | Судьи: Мартин Франё Антонин Йержабек |
| |                             | |                       |                                      |
| | 36                          | Броски | 28                    |                                      |

| 17 мая 2012 14:45 | Россия | 5 : 2 (2:1, 0:1, 3:0) | Норвегия | Глобен-Арена, Стокгольм Зрителей: 7519 |

| Отчёт | Отчёт                        | Отчёт                                                                                            | Отчёт                     | Отчёт                                |
| --- | ---------------------------- | ------------------------------------------------------------------------------------------------ | ------------------------- | ------------------------------------ |
| |                              |                                                                                                  |                           |                                      |
| | Семён Варламов — 00:00-60:00 | Вратари                                                                                          | 00:00-60:00 — Ларс Хауген | Судьи: Ларс Брюггеманн Данни Курманн |
| | Голы:                        |                                                                                                  |                           | Судьи: Ларс Брюггеманн Данни Курманн |
| Александр Овечкин — 07:26 (А. Сёмин) Александр Попов — 14:09 (А. Емелин, Е. Рясенский) Алексей Емелин — 40:55 (П. Дацюк, А. Сёмин) Николай Жердев — 50:43 (А. Терещенко, Е. Бирюков) Илья Никулин (бол.) — 54:52 (Е. Малкин) | 1:0 1:1 2:1 2:2 3:2 4:2 5:2  | 11:33 — Пер-Оге Скрёдер (М. Хансен, П. Торесен) 20:28 — Патрик Торесен (бол.) (М. Аск, Ю. Холёс) |                           | Судьи: Ларс Брюггеманн Данни Курманн |
| |                              |                                                                                                  |                           | Судьи: Ларс Брюггеманн Данни Курманн |
| |                              |                                                                                                  |                           | Судьи: Ларс Брюггеманн Данни Курманн |
| |                              |                                                                                                  |                           | Судьи: Ларс Брюггеманн Данни Курманн |
| 2 мин | Штраф                        | 8 мин                                                                                            |                           | Судьи: Ларс Брюггеманн Данни Курманн |
| |                              |                                                                                                  |                           |                                      |
| | 45                           | Броски                                                                                           | 21                        |                                      |

| 17 мая 2012 18:30 | США | 2 : 3 (0:0, 1:1, 1:2) | Финляндия | Хартвалл Арена, Хельсинки Зрителей: 12 426 |

| Отчёт                                                                                | Отчёт                                   | Отчёт | Отчёт                       | Отчёт                                     |
| ------------------------------------------------------------------------------------ | --------------------------------------- | --- | --------------------------- | ----------------------------------------- |
|                                                                                      |                                         | |                             |                                           |
|                                                                                      | Джимми Ховард — 00:00-19:58 20:00-59:51 | Вратари | 00:00-60:00 — Петри Веханен | Судьи: Вячеслав Буланов Константин Оленин |
|                                                                                      | Голы:                                   | |                             | Судьи: Вячеслав Буланов Константин Оленин |
| Кайл Палмьери — 33:48 (Дж. Петри, Дж. Крабб) Бобби Райан — 41:39 (Дж. Фолк, К. Смит) | 0:1 :1 2:1 2:2 2:3                      | 33:27 — Йессе Йоэнсуу (Л. Кукконен, А. Пильстрём) 53:02 — Микко Койву (Ю. Йокинен, В. Филппула) 59:51 — Йессе Йоэнсуу (П. Контиола) |                             | Судьи: Вячеслав Буланов Константин Оленин |
|                                                                                      |                                         | |                             | Судьи: Вячеслав Буланов Константин Оленин |
|                                                                                      |                                         | |                             | Судьи: Вячеслав Буланов Константин Оленин |
|                                                                                      |                                         | |                             | Судьи: Вячеслав Буланов Константин Оленин |
| 2 мин                                                                                | Штраф                                   | 0 мин |                             | Судьи: Вячеслав Буланов Константин Оленин |
|                                                                                      |                                         | |                             |                                           |
|                                                                                      | 26                                      | Броски | 31                          |                                           |

| 17 мая 2012 22:15 | Швеция | 3 : 4 (1:2, 1:1, 1:1) | Чехия | Глобен-Арена, Стокгольм Зрителей: 10 397 |

| Отчёт | Отчёт                       | Отчёт | Отчёт                     | Отчёт                           |
| --- | --------------------------- | --- | ------------------------- | ------------------------------- |
| |                             | |                           |                                 |
| | Виктор Фаст — 00:00-59:36   | Вратари | 00:00-60:00 — Якуб Коварж | Судьи: Яри Левонен Брент Райбер |
| | Голы:                       | |                           | Судьи: Яри Левонен Брент Райбер |
| Луи Эрикссон — 07:10 (Х. Зеттерберг, Ю. Франзен) Хенрик Зеттерберг — 39:15 Джонатан Эрикссон — 40:45 (Г. Ландескуг, Л. Эрикссон) | 1:0 1:1 1:2 1:3 2:3 3:3 3:4 | 11:50 — Петр Недвед (Я. Накладал, О. Немец) 16:56 — Иржи Новотны (М. Михалек) 30:27 — Мартин Эрат (бол.) (Д. Крейчи) 59:31 — Милан Михалек |                           | Судьи: Яри Левонен Брент Райбер |
| |                             | |                           | Судьи: Яри Левонен Брент Райбер |
| |                             | |                           | Судьи: Яри Левонен Брент Райбер |
| |                             | |                           | Судьи: Яри Левонен Брент Райбер |
| 6 мин | Штраф                       | 2 мин |                           | Судьи: Яри Левонен Брент Райбер |
| |                             | |                           |                                 |
| | 39                          | Броски | 32                        |                                 |

### Полуфинал
Время местное (UTC+3).
| 19 мая 2012 14:30 | Россия | 6 : 2 (2:1, 2:0, 2:1) | Финляндия | Хартвалл Арена, Хельсинки Зрителей: 13 239 |

| Отчёт | Отчёт                          | Отчёт                                                                                          | Отчёт                       | Отчёт                                |
| --- | ------------------------------ | ---------------------------------------------------------------------------------------------- | --------------------------- | ------------------------------------ |
| |                                |                                                                                                |                             |                                      |
| | Семён Варламов — 00:00-60:00   | Вратари                                                                                        | 00:00-60:00 — Петри Веханен | Судьи: Антонин Йержабек Брент Райбер |
| | Голы:                          |                                                                                                |                             | Судьи: Антонин Йержабек Брент Райбер |
| Евгений Малкин — 15:33 (Н. Никитин, А. Попов) Евгений Малкин (бол.) — 19:06 (Н. Жердев, С. Широков) Александр Овечкин — 29:47 (Д. Денисов, А. Попов) Евгений Малкин (бол.) — 37:46 (И. Никулин) Денис Кокарев — 41:05 (Н. Кулёмин) Сергей Широков (бол.) — 48:41 (Е. Бирюков, Н. Никитин) | 0:1 :1 2:1 3:1 4:1 5:1 6:1 6:2 | 07:28 — Янне Нискала (П. Контиола, Й. Йоэнсуу) 56:04 — Микаэль Гранлунд (Й. Ярвинен, М. Койву) |                             | Судьи: Антонин Йержабек Брент Райбер |
| |                                |                                                                                                |                             | Судьи: Антонин Йержабек Брент Райбер |
| |                                |                                                                                                |                             | Судьи: Антонин Йержабек Брент Райбер |
| |                                |                                                                                                |                             | Судьи: Антонин Йержабек Брент Райбер |
| 4 мин | Штраф                          | 8 мин                                                                                          |                             | Судьи: Антонин Йержабек Брент Райбер |
| |                                |                                                                                                |                             |                                      |
| | 23                             | Броски                                                                                         | 31                          |                                      |

| 19 мая 2012 18:30 | Чехия | 1 : 3 (0:1, 1:0, 0:2) | Словакия | Хартвалл Арена, Хельсинки Зрителей: 12 355 |

| Отчёт                               | Отчёт                                                 | Отчёт | Отчёт   | Отчёт                              |
| ----------------------------------- | ----------------------------------------------------- | --- | ------- | ---------------------------------- |
|                                     |                                                       | |         |                                    |
|                                     | Якуб Коварж — 00:00-46:24 Якуб Штепанек — 46:24-58:17 | Вратари | Ян Лацо | Судьи: Ларс Брюггеманн Яри Левонен |
|                                     | Голы:                                                 | |         | Судьи: Ларс Брюггеманн Яри Левонен |
| Михаэл Фролик — 30:45 (Т. Плеканец) | 0:1 :1 1:2 1:3                                        | 15:52 — Мирослав Шатан (А. Секера, И. Баранка) 40:56 — Мирослав Шатан (мен.) (М. Гандзуш) 44:23 — Либор Гудачек (Т. Суровы) |         | Судьи: Ларс Брюггеманн Яри Левонен |
|                                     |                                                       | |         | Судьи: Ларс Брюггеманн Яри Левонен |
|                                     |                                                       | |         | Судьи: Ларс Брюггеманн Яри Левонен |
|                                     |                                                       | |         | Судьи: Ларс Брюггеманн Яри Левонен |
| 0 мин                               | Штраф                                                 | 6 мин |         | Судьи: Ларс Брюггеманн Яри Левонен |
|                                     |                                                       | |         |                                    |
|                                     | 37                                                    | Броски | 28      |                                    |

### Матч за 3-е место
Время местное (UTC+3).
| 20 мая 2012 16:00 | Финляндия | 2 : 3 (1:3, 0:0, 1:0) | Чехия | Хартвалл Арена, Хельсинки Зрителей: 12 879 |

| Отчёт                                                                                            | Отчёт                                               | Отчёт | Отчёт                       | Отчёт                                 |
| ------------------------------------------------------------------------------------------------ | --------------------------------------------------- | --- | --------------------------- | ------------------------------------- |
|                                                                                                  |                                                     | |                             |                                       |
|                                                                                                  | Петри Веханен — 00:00-58:56 59:07-59:14 59:56-60:00 | Вратари | 00:00-60:00 — Якуб Штепанек | Судьи: Вячеслав Буланов Данни Курманн |
|                                                                                                  | Голы:                                               | |                             | Судьи: Вячеслав Буланов Данни Курманн |
| Мика Пюёряля — 16:53 (Я. Иммонен, Й. Ярвинен) Юсси Йокинен (бол.) — 49:01 (М. Мяенпяя, М, Койву) | 0:1 :1 1:2 1:3 2:3                                  | 12:17 — Петр Пруха (бол.) (Л. Крайчек, А. Гемски) 17:22 — Иржи Новотны (Л. Кашпар) 19:07 — Давид Крейчи (А. Гемски) |                             | Судьи: Вячеслав Буланов Данни Курманн |
|                                                                                                  |                                                     | |                             | Судьи: Вячеслав Буланов Данни Курманн |
|                                                                                                  |                                                     | |                             | Судьи: Вячеслав Буланов Данни Курманн |
|                                                                                                  |                                                     | |                             | Судьи: Вячеслав Буланов Данни Курманн |
| 8 мин                                                                                            | Штраф                                               | 12 мин |                             | Судьи: Вячеслав Буланов Данни Курманн |
|                                                                                                  |                                                     | |                             |                                       |
|                                                                                                  | 36                                                  | Броски | 28                          |                                       |

### Финал
Время местное (UTC+3).
| 20 мая 2012 20:30 | Россия | 6 : 2 (1:1, 3:0, 2:1) | Словакия | Хартвалл Арена, Хельсинки Зрителей: 13 242 |

| Отчёт | Отчёт                          | Отчёт                                                                          | Отчёт                                              | Отчёт                                |
| --- | ------------------------------ | ------------------------------------------------------------------------------ | -------------------------------------------------- | ------------------------------------ |
| |                                |                                                                                |                                                    |                                      |
| | Семён Варламов — 00:00-60:00   | Вратари                                                                        | 00:00-44:43 — Ян Лацо 44:43-60:00 — Петер Гамерлик | Судьи: Антонин Йержабек Брент Райбер |
| | Голы:                          |                                                                                |                                                    | Судьи: Антонин Йержабек Брент Райбер |
| Александр Сёмин — 09:57 (А. Овечкин, П. Дацюк) Александр Пережогин — 26:10 (А. Попов) Алексей Терещенко — 33:31 (С. Широков, Н. Жердев) Александр Сёмин — 35:22 (П. Дацюк) Павел Дацюк — 43:55 (А. Сёмин, А. Овечкин) Евгений Малкин — 58:02 (И. Никулин, Н. Никитин) | 0:1 :1 2:1 3:1 4:1 5:1 5:2 6:2 | 01:06 — Здено Хара (Т. Суровы) 49:37 — Здено Хара (бол.) (Т. Суровы, М. Шатан) |                                                    | Судьи: Антонин Йержабек Брент Райбер |
| |                                |                                                                                |                                                    | Судьи: Антонин Йержабек Брент Райбер |
| |                                |                                                                                |                                                    | Судьи: Антонин Йержабек Брент Райбер |
| |                                |                                                                                |                                                    | Судьи: Антонин Йержабек Брент Райбер |
| 2 мин | Штраф                          | 4 мин                                                                          |                                                    | Судьи: Антонин Йержабек Брент Райбер |
| |                                |                                                                                |                                                    |                                      |
| | 42                             | Броски                                                                         | 31                                                 |                                      |

## Рейтинг и статистика

### Итоговое положение команд
| 1   | Россия    |
| 2   | Словакия  |
| 3   | Чехия     |
| 4.  | Финляндия |
| 5.  | Канада    |
| 6.  | Швеция    |
| 7.  | США       |
| 8.  | Норвегия  |
| 9.  | Франция   |
| 10. | Латвия    |
| 11. | Швейцария |
| 12. | Германия  |
| 13. | Дания     |
| 14. | Беларусь  |
| 15. | Италия    |
| 16. | Казахстан |

| Чемпион мира по хоккею с шайбой 2012 |
| Россия Четвёртый титул               |

### Лучшие бомбардиры
| Игрок             | И  | Г  | П  | О  | Штр | +/− |
| ----------------- | -- | -- | -- | -- | --- | --- |
| Евгений Малкин    | 10 | 11 | 8  | 19 | 4   | +16 |
| Патрик Торесен    | 8  | 7  | 11 | 18 | 4   | +6  |
| Хенрик Зеттерберг | 8  | 3  | 12 | 15 | 4   | +6  |
| Луи Эрикссон      | 8  | 5  | 8  | 13 | 2   | +7  |
| Пер-Оге Скрёдер   | 8  | 5  | 7  | 12 | 2   | +7  |
| Александр Попов   | 10 | 4  | 8  | 12 | 2   | +15 |
| Макс Пачиоретти   | 8  | 2  | 10 | 12 | 4   | +5  |
| Микко Койву       | 10 | 3  | 8  | 11 | 4   | 0   |
| Данкан Кит        | 8  | 1  | 10 | 11 | 0   | +7  |
| Валттери Филппула | 10 | 4  | 6  | 10 | 6   | +1  |
| Мортен Аск        | 8  | 2  | 8  | 10 | 6   | +4  |

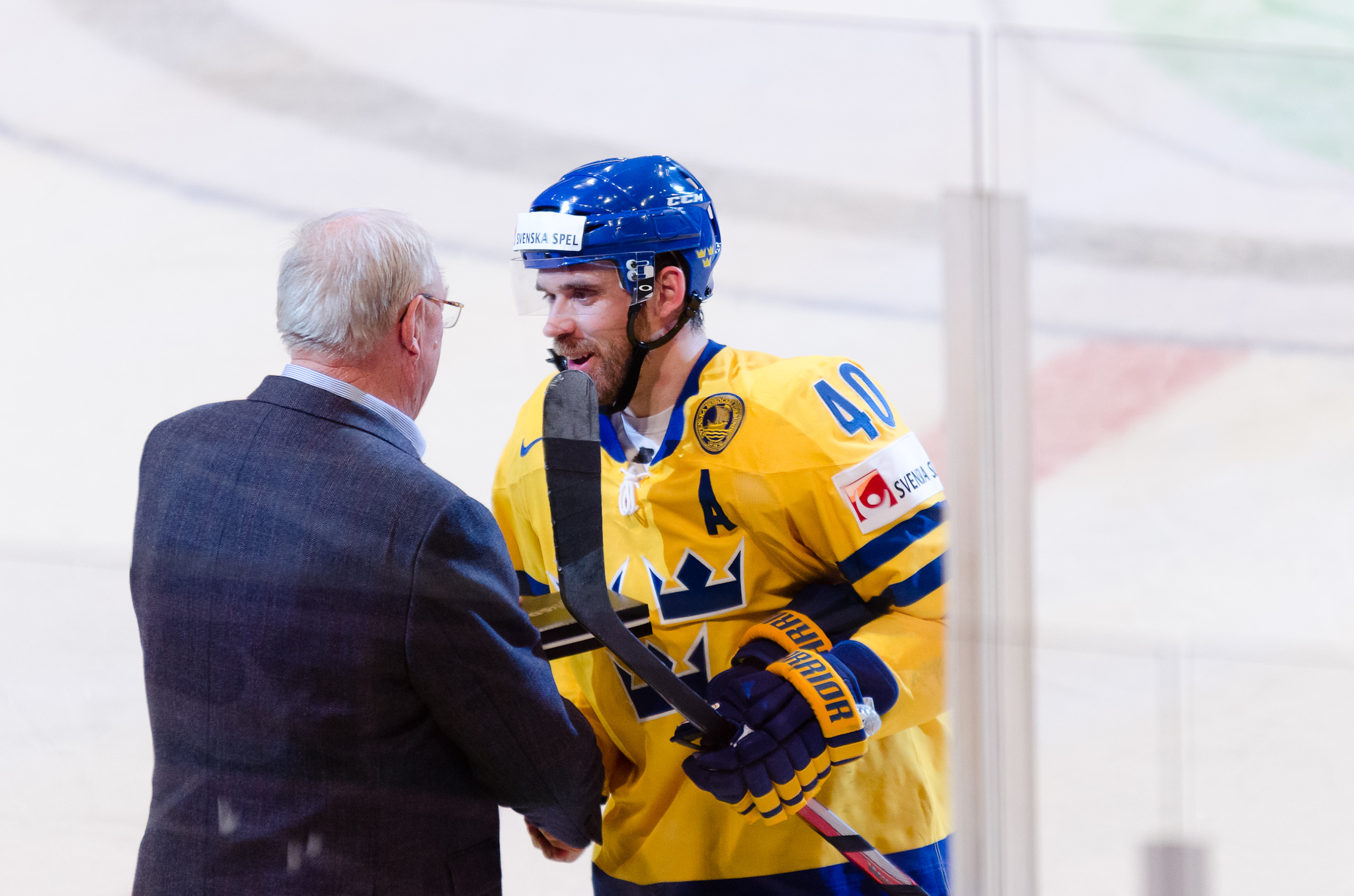
Хенрик Зеттерберг стал лучшим ассистентом турнира

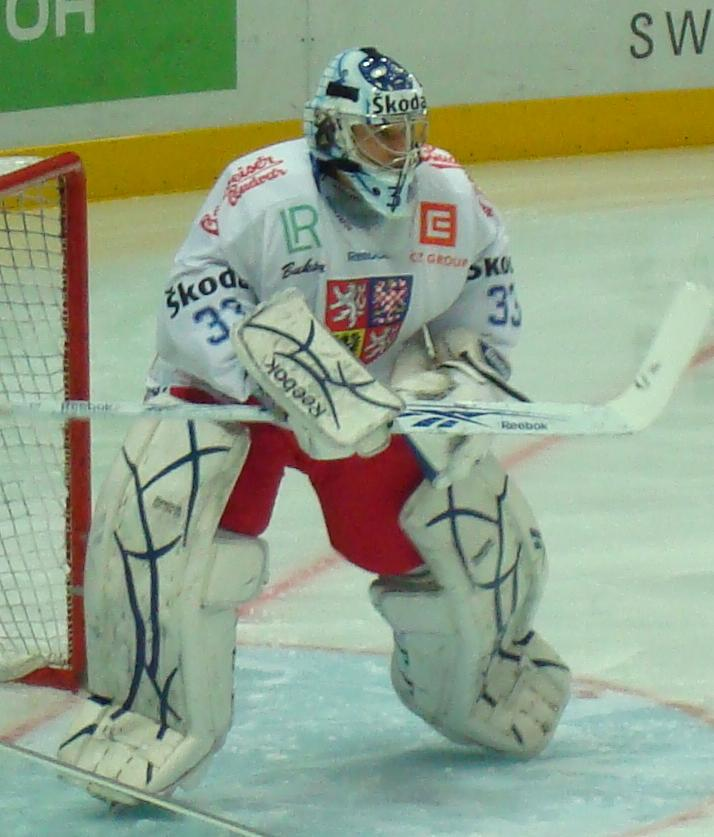
Якуб Штепанек — лучший вратарь по коэффициенту надёжности

Примечание: И = Количество проведённых игр; Г = Голы; П = Голевые передачи; О = Очки; Штр = Штрафное время; +/− = Плюс-минус
По данным: IIHF.com

### Лучшие вратари
В списке вратари, сыгравшие не менее 40 % от всего игрового времени их сборной.
| Игрок          | ВП     | Бр  | ПШ | КН   | %ОБ   | И"0" |
| -------------- | ------ | --- | -- | ---- | ----- | ---- |
| Семён Варламов | 440:00 | 214 | 13 | 1.77 | 93.93 | 1    |
| Якуб Штепанек  | 242:07 | 98  | 6  | 1.49 | 93.88 | 1    |
| Якуб Коварж    | 351:14 | 166 | 12 | 2.05 | 92.77 | 1    |
| Ян Лацо        | 524:10 | 250 | 19 | 2.17 | 92.40 | 1    |
| Виталий Коваль | 266:26 | 163 | 13 | 2.93 | 92.02 | 0    |

Примечание: ВП = Время на площадке; Бр = Броски по воротам; ПШ = Пропущено шайб; КН = Коэффициент надёжности; %ОБ = Процент отражённых бросков; И"0" = «Сухие игры»

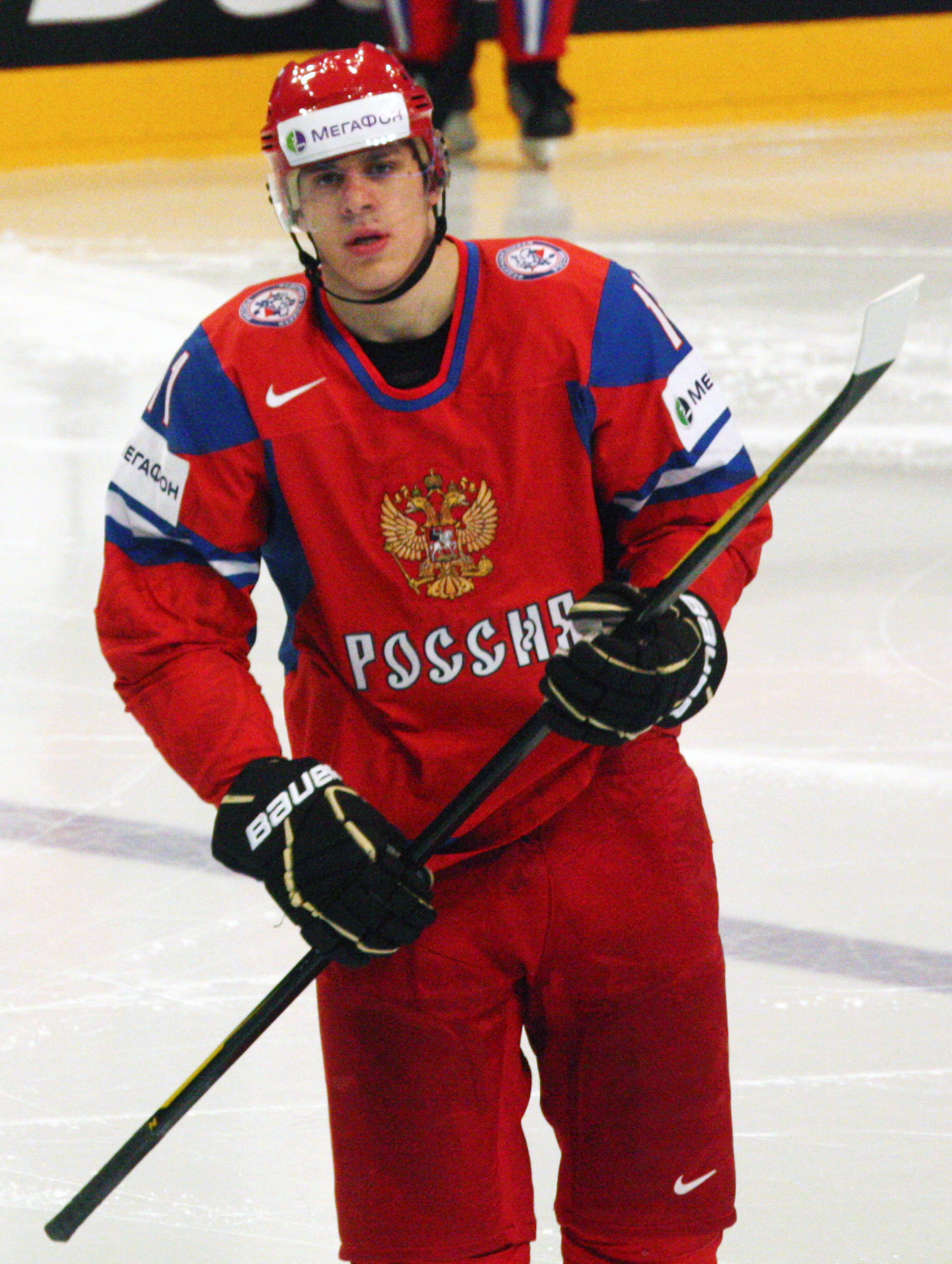
Лучший игрок чемпионата — Евгений Малкин

По данным: IIHF.com

### Индивидуальные награды
Самый ценный игрок (MVP):
- Евгений Малкин

Лучшие игроки:
- Вратарь:  Ян Лацо
- Защитник:  Здено Хара
- Нападающий:  Евгений Малкин

Сборная всех звёзд:
- Вратарь:  Ян Лацо
- Защитники:  Здено Хара —  Илья Никулин
- Нападающие:  Евгений Малкин —  Патрик Торесен —  Хенрик Зеттерберг